# Sự kiện Tết Mậu Thân
Sự kiện Tết Mậu Thân (sách báo Việt Nam thường gọi là Tổng công kích và nổi dậy Tết Mậu Thân 1968) là cuộc tổng tiến công và vận động quần chúng nổi dậy giành chính quyền vào dịp Tết Mậu Thân năm 1968 của Quân Giải phóng miền Nam Việt Nam. Chiến dịch diễn ra trên hầu hết các đô thị tại miền Nam, đánh vào những khu vực trọng yếu của quân đội Mỹ và chế độ Việt Nam Cộng hòa. Đây là một trong những chiến dịch quân sự lớn nhất, có một vai trò và hệ quả mang tính bước ngoặt trong Chiến tranh Việt Nam.
Ba năm sau khi tham chiến trực tiếp, quân đội Mỹ đã ngăn chặn việc quân lực Việt Nam Cộng hòa sụp đổ trong tay quân Giải phóng miền Nam Việt Nam, nhưng quân Mỹ cũng không thể bình định được miền Nam. Điểm yếu của phía Mỹ là quân đội của họ đã bị sa lầy trong cuộc chiến tranh tiêu hao cực kỳ tốn kém, dư luận của cả nhân dân và giới chính khách Mỹ dần trở nên mất kiên nhẫn, phong trào phản chiến ở Mỹ ngày càng lan rộng do chiến tranh tiêu tốn quá nhiều ngân sách và sinh mạng lính Mỹ. Nắm được điểm yếu đó, quân Giải phóng đã hoạch định một trận đánh nhằm gây tiếng vang lớn, "Một cú đập lớn để tung toé ra các khả năng chính trị" (như lời của Tổng bí thư Lê Duẩn) để tạo bước đột phá chiến lược, nhằm buộc Hoa Kỳ từ bỏ chiến tranh, chấp nhận ngồi vào đàm phán.
Chiến dịch tuy được gọi là Tổng tiến công Tết Mậu Thân, nhưng thực chất các trận đánh dịp Tết chỉ là giai đoạn mở màn. Quân Giải phóng coi toàn bộ các hoạt động chiến đấu ở miền Nam từ đầu tháng 2 cho tới hết năm 1968 (kéo dài trên 300 ngày) đều thuộc phạm vi chiến dịch, trong đó có 3 đợt tấn công cao trào (Đợt 1: 30-1 đến 28-3, Đợt 2: 5-5 đến 15-6, Đợt 3: 17-8 đến 30-9), xen giữa các đợt cao trào là giai đoạn tái bổ sung lực lượng, lập kế hoạch mới, phòng ngự chống đối phương phản kích.
Xét về mặt chiến thuật, chiến dịch dẫn tới một kết quả mang tính bế tắc, kiềm chế lẫn nhau: Cả hai phía đều chịu thương vong nặng nề, quân Giải phóng bị đánh bật ra khỏi các đô thị lớn, nhưng quân Mỹ cũng không thể bình định được các vùng nông thôn miền Nam. Nhưng xét về mặt chiến lược, đây là một bước đột phá lớn trong chiến tranh. Quân Giải phóng đã hoàn thành mục tiêu quan trọng được đề ra là "Đè bẹp ý chí xâm lược của Mỹ, buộc Mỹ phải ngồi vào bàn thương lượng". Ngoài ra, Hàng rào điện tử McNamara của Mỹ nhằm khống chế đường Trường Sơn cũng đã bị phá hủy trong Chiến dịch Đường 9 - Khe Sanh. Đây được coi là thắng lợi chiến lược mang tính bước ngoặt của quân Giải phóng miền Nam trong cuộc chiến.

## Hoàn cảnh ra đời
Năm 1965, với việc đưa quân chiến đấu Mỹ và quân các nước đồng minh vào trực tiếp tham chiến ở chiến trường Việt Nam và tiến hành cuộc chiến tranh phá hoại ác liệt bằng không quân và hải quân chống Việt Nam Dân chủ Cộng hoà, Mỹ đã đẩy cuộc chiến tranh Việt Nam lên quy mô và cường độ chưa từng có. Với chiến lược Chiến tranh cục bộ, sử dụng hai gọng kìm "tìm - diệt" và "bình định nông thôn", Mỹ tuyên bố sẽ tiêu diệt quân Giải phóng miền Nam trong vòng 18 tháng.
Hầu hết các loại vũ khí trang bị cho quân Mỹ dùng trong chiến tranh đều là những loại mới, như súng trường M-16, đại bác M107 175mm, xe tăng kiểu mới M48 Patton đến máy bay trinh sát điện tử, máy bay F-111, B-52; từ quả mìn mỏng "cây nhiệt đới", máy dò điện tử đến máy phát nhiễu cực mạnh, bom vô tuyến, bom điều khiển bằng lazer, bom napalm và chất độc hoá học, v.v... Ở thời kỳ đỉnh cao 1968 -1969, Mỹ huy động đến miền Nam Việt Nam 24 tiểu đoàn thiết giáp (2.750 chiếc, trong đó có 950 xe tăng) và 83 tiểu đoàn pháo binh với 1412 khẩu pháo. Tướng William Westmoreland "tin tưởng rằng nước Mỹ chưa hề cho ra trận một lực lượng tinh nhuệ, thiện chiến hơn lực lượng ở Việt Nam trong những năm 1966-1969".
Nhưng với hàng ngàn cuộc hành quân lớn nhỏ trên khắp chiến trường miền Nam, mà đỉnh cao là hai cuộc phản công chiến lược quy mô lớn vào mùa khô 1965-1966 và 1966-1967, quân Mỹ vẫn không đạt mục tiêu đáng kể nào. Không thể tiêu diệt bộ chỉ huy cũng như các đơn vị lớn nào của quân Giải phóng, mục tiêu bình định sau 18 tháng cuối cùng vẫn dậm chân tại chỗ.
Cũng từ những thất bại về quân sự trên chiến trường, sự nghi ngờ về kết quả các cuộc ném bom miền Bắc và tăng quân Mỹ vào miền Nam trong nhân dân và Quốc hội Mỹ cũng tăng lên. Nhiều nghị sĩ ở Thượng nghị viện và Hạ nghị viện Mỹ đã nhận thấy "tương lai không thể lường được của một cuộc chiến tranh hiện đang có tác động làm rã rời ý chí nhân dân Mỹ" 
Nước Mỹ ngày càng sa lầy vào cuộc chiến tranh không có đường ra, chưa biết bao giờ kết thúc. Chính phủ Mỹ không còn cách nào ngoài việc tiếp tục tăng quân, tăng chi phí quân sự. Đến cuối 1967, quân chiến đấu Mỹ có mặt ở miền Nam Việt Nam lên tới 480.000 quân và 68.800 quân của các nước đồng minh Mỹ. Nếu kể cả khoảng hơn 20 vạn quân đóng ở các căn cứ quân sự trên đất Thái Lan, Nhật Bản, Philippines, Hạm đội 7, một bộ phận Hạm đội 6, đã có tới 80 vạn quân Mỹ trực tiếp tham chiến. Tổng cộng Mỹ đã huy động 70% lục quân, 60% không quân, 40% hải quân, 60% lực lượng lính thủy đánh bộ toàn nước Mỹ. Số quân Mỹ huy động lúc cao nhất bằng tổng số lục quân của 4 nước: Anh, Úc, Canada và Tây Ban Nha cộng lại. Năm 1967, quân đội Việt Nam Cộng hòa có 552.000 quân, đến cuối năm 1968 cũng đã tăng lên 555.000 quân.
Nếu chi phí cho cuộc chiến tranh Việt Nam 1965-1966 là 4,7 tỉ đôla, thì năm 1967 đã tăng lên 30 tỉ, gấp 1,5 lần Mỹ đã chi cho cuộc chiến tranh Triều Tiên trong ba năm. Do chi phí lớn cho cuộc chiến tranh, nền kinh tế Mỹ bắt đầu suy thoái, thâm hụt ngân sách 4 tỉ đôla, giá cả tăng vọt, lạm phát không kiểm soát được. Ngày 15 tháng 4 năm 1967, tại Washington, khoảng 40.000 người, có cả những cựu chiến binh Mỹ ở Việt Nam, tham gia biểu tình phản đối cuộc chiến tranh của Chính phủ Mỹ. Tháng 10 năm 1967, nhiều cuộc biểu tình của nhân dân Mỹ chống chiến tranh lan rộng toàn nước Mỹ nhằm mục tiêu: đòi chăm lo tình cảnh cho người nghèo và chấm dứt chiến tranh Việt Nam. Chính phủ Mỹ phải lo đối phó với những khó khăn lớn về quân sự, chính trị và tài chính không chỉ ở Việt Nam mà ngay cả trong nước Mỹ.
Do lực lượng hai bên chênh lệch quá xa cả về quân số và trang bị, Bộ chính trị Đảng Lao động Việt Nam xác định rằng không thể giành thắng lợi quyết định bằng những cách đánh thông thường, mà phải tìm cách đánh khác để đập tan ý chí tiếp tục chiến tranh của Mỹ, làm cho Mỹ hiểu rằng không thể thắng được dân tộc Việt Nam bằng vũ khí và bom đạn.

## Kế hoạch của Việt Nam Dân chủ Cộng hòa và Mặt trận Dân tộc Giải phóng miền Nam Việt Nam
Trên thực tế, sự chuẩn bị cho đòn tấn công này đã bắt đầu khởi động từ cuối giai đoạn chiến lược Chiến tranh đặc biệt. Theo PGS.TS.Đại tá Hồ Khang, Phó Viện trưởng Viện Lịch sử Quân sự Việt Nam thì "Kế hoạch Xuân Mậu Thân có nguồn gốc từ những kế hoạch ban đầu chúng ta hình thành mà một số nhà nghiên cứu gọi là kế hoạch X. Kế hoạch này được khởi phát vào lúc mà cuộc chiến ở miền Nam đang tiến dần đến sự thay đổi, chiến lược chiến tranh đặc biệt của Mỹ tiến hành ở miền Nam đang sa lầy, thất bại". Đại tá Nguyễn Đức Hùng (Tư Chu) - nguyên Chỉ huy trưởng lực lượng biệt động Sài Gòn-Gia Định cho biết: "Tháng 5-1964, tôi được thuyên chuyển về phụ trách một đơn vị mà hồi đó gọi là F100 - biệt động của quân khu Sài Gòn-Gia Định. Sau này dần dần tôi mới biết rõ đơn vị này tổ chức ra để nhằm phục vụ cho ý đồ tập kích chiến lược. Hồi đó, tôi được lệnh là mọi thứ phải chuẩn bị xong trước tháng 12-1965". Nhưng việc Mỹ đổ quân vào bãi biển Đà Nẵng tháng 3-1965 đã làm trì hoãn việc thực hiện kế hoạch X. Quân Giải phóng tiếp tục chuẩn bị, khi nào có thời cơ sẽ đánh.
Tháng 6-1967, Bộ Chính trị và Quân ủy Trung ương, Trung ương Cục tính toán một chiến lược có ý nghĩa quyết định, tạo bước ngoặt cho chiến tranh. Theo đó, nếu không tranh thủ thời cơ, đi sớm một bước thì sang năm 1968, cách mạng miền Nam sẽ gặp bất lợi lớn khi quân đội Mỹ, dưới áp lực của dư luận nước Mỹ, buộc phải dốc toàn lực thực hiện một hành động quân sự lớn để phá vỡ thế bế tắc và kết thúc chiến tranh theo cách Mỹ muốn. Mặt khác, năm 1968 cũng lại là năm bản lề trước cuộc bầu cử tổng thống Mỹ, khi mà các mâu thuẫn chính trị tại Mỹ bị đẩy lên cao và dư luận Mỹ đặc biệt quan tâm tới tình hình thời sự chính trị. Bộ Chính trị và Quân ủy Trung ương chỉ thị là trong dự thảo kế hoạch, cần phải tính đến các "yếu tố chính trị" sẽ diễn ra vào năm 1968 tại Mỹ, nhằm khoét sâu vào mâu thuẫn chính trị tại Mỹ trong năm này. Theo nhận xét của sử gia Mỹ Merle L. Pribbenow, chỉ thị này đã được thực tế chứng minh là chính xác, việc dự đoán thành công và biết khai thác điểm yếu chính trị của phía Mỹ đã tạo nên chiến thắng của Việt Nam Dân chủ Cộng hòa trong chiến dịch.

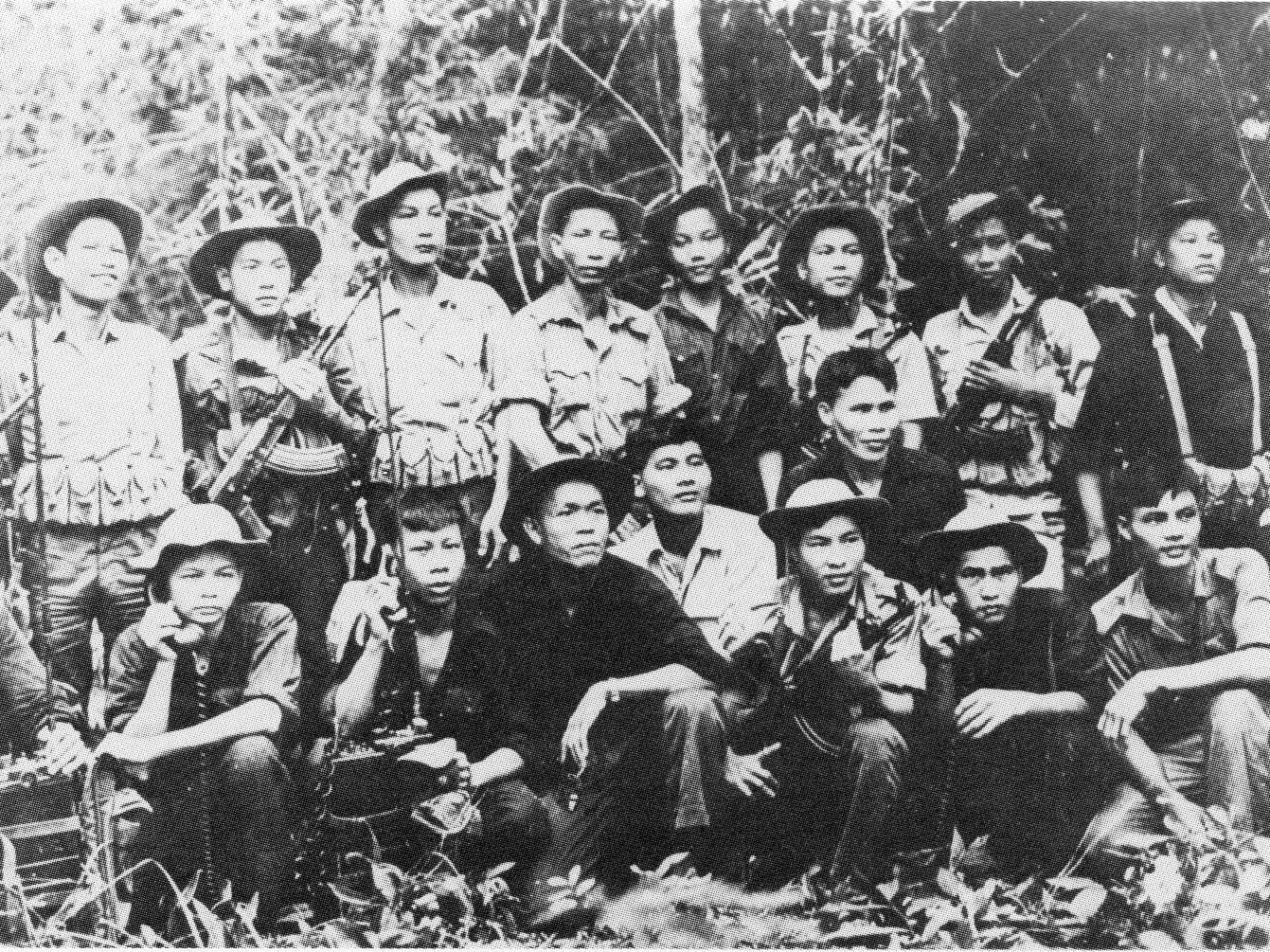
1 trung đội quân chủ lực của Quân Giải phóng miền Nam Việt Nam năm 1968

Do đó, Bộ Chính trị chủ trương: "Nhân lúc đế quốc Mỹ đang đứng trước thế tiến lui đều khó, lại phải tập trung vào cuộc vận động bầu cử Tổng thống Mỹ, ta cần chuẩn bị đánh một đòn quyết định tạo chuyển biến nhảy vọt cho cuộc đấu tranh cách mạng ở miền Nam, buộc Mỹ phải thua." Theo Đại tá Vũ Ba, nguyên cán bộ tham mưu Miền, "... thời cơ lịch sử có thể xảy ra trước hoặc sau năm 1968. Nhưng chắc chắn nó phải rơi vào đúng thời điểm sức mạnh và quân số Mỹ có mặt ở miền Nam lên đến đỉnh điểm nhưng họ không thể giành được thắng lợi quyết định. Và thời điểm đó chính là Mậu Thân 1968. Lúc đó, tiềm lực kinh tế, quân sự, khoa học kỹ thuật của Mỹ gấp 800 lần Việt Nam. Các nhà bình luận phương Tây nhận định: Mỹ là một nước rất mạnh đem quân đánh một nước rất nhỏ, đã đem hết sức mình ra mà không đánh thắng nổi và phải bỏ cuộc, thì có nghĩa là Mỹ đã thua". Cố Trung tướng Nguyễn Đình Ước, Viện trưởng Viện Lịch sử Quân sự Việt Nam, bình luận: "Nếu năm 1967 ta đã tiến công như Tết Mậu Thân thì không được. Westmoreland bảo: "Tôi chưa thực hiện xong kế hoạch ba năm tiêu diệt gãy xương sống Việt Cộng. Chiến tranh cục bộ chưa đến đỉnh cao. Các anh chưa cho tôi hết quân, phải đánh ít nhất một năm nữa". Nếu ta để năm 1969, quá đi một năm, qua bầu cử tổng thống Mỹ rồi thì chưa chắc áp lực đã mạnh đến mức Johnson phải từ chức như thế".
Tháng 7 và tháng 8-1967, Cục Tác chiến Bộ Tổng Tham mưu bắt tay xây dựng kế hoạch tác chiến chiến lược cho năm 1968 theo tinh thần Nghị quyết Bộ Chính trị tháng 6 và chỉ thị của Quân ủy Trung ương.
Tướng Văn Tiến Dũng, Tổng Tham mưu trưởng gợi ý cho "Tổ kế hoạch" do Cục trưởng Cục Tác chiến Lê Ngọc Hiền phụ trách là nên nghĩ đến kế hoạch và cách đánh khác cách đánh "truyền thống" mà lâu nay quân Giải phóng vẫn làm, thì mới có thể giành thắng lợi quyết định. Trong khi "Tổ kế hoạch" còn đang suy nghĩ tìm cách đánh mới, thì Tổng bí thư Lê Duẩn khi trao đổi với Quân uỷ Trung ương về kế hoạch chiến lược năm 1968 đã đề xuất giải pháp đánh thẳng vào sào huyệt địch trong các thành phố, thị xã. Ý kiến của Lê Duẩn được Quân uỷ Trung ương và Tổng Tham mưu trưởng Văn Tiến Dũng tán thành và trở thành ý định quyết tâm chiến lược năm 1968: chuyển hướng tiến công chiến lược chủ yếu từ rừng núi, nông thôn vào đô thị - nhất là Sài Gòn, Huế, Đà Nẵng. Tổng bí thư Lê Duẩn nói: "Mỹ không còn con đường nào khác là phát huy sức mạnh quân sự. Đối phó với âm mưu này của Mỹ, ta phải đưa hoạt động quân sự lên một bước mới, đến mức Mỹ không chịu nổi và phải chấp nhận thất bại về quân sự, cô lập về chính trị. Nếu ta thực hiện được, Mỹ sẽ phải rút khỏi miền Nam"
Trong khoảng thời gian này, sức khỏe của chủ tịch Hồ Chí Minh bị sa sút, nên phải gác lại công việc và đi Trung Quốc chữa bệnh. Tuy nhiên với bề dày kinh nghiệm, uy thế to lớn trong Đảng Lao động và nhân dân, mọi quyết sách lớn vẫn phải được phê duyệt bởi chủ tịch. Do vậy, cuối tháng 7/1967, chủ tịch Hồ Chí Minh đã có một chuyến về nước ngắn để nghe Quân ủy Trung ương trình bày kế hoạch. Chủ tịch Hồ Chí Minh đã lưu ý những điểm sau:
 
1. Dự thảo báo cáo tốt, toàn diện, nhưng cần xem báo cáo của Quân ủy có chủ quan không.
 
2. Tranh thủ giành thắng lợi sớm, nhưng phải chú ý đánh lâu dài.
 
3. Thuận lợi có nhiều nhưng phải thấy những khó khăn như mặt hậu cần bảo đảm.
 
4. Nói giành thắng lợi quân sự, nhưng phải chú ý đến việc giữ sức dân.
 
5. Phải chú ý mở rộng chiến tranh du kích, tăng cường trang bị cho du kích.
 
6. Phải làm sao ta càng đánh càng mạnh, đánh liên tục, đánh được lâu dài (nghĩa là có khả năng thực hiện một cuộc chiến tranh lâu dài)
Tháng 10 năm 1967, trong các ngày từ 20 đến 24, Bộ Chính trị họp Bàn về kế hoạch chiến lược Đông - Xuân - Hè 1967 – 1968. Tham gia hội nghị này có Uỷ viên Bộ Chính trị Trường Chinh, Phạm Văn Đồng, Nguyễn Duy Trinh, Lê Thanh Nghị, Văn Tiến Dũng, Trần Quốc Hoàn, Lê Đức Thọ. Tuy nhiên cả ba nhân vật quan trọng nhất là Hồ Chí Minh, Lê Duẩn và Võ Nguyên Giáp đều vắng mặt do phải đi chữa bệnh ở nước ngoài.
Bộ Chính trị đề ra ba mức trường hợp:
- Một là, giành thắng lợi to lớn ở các chiến trường quan trọng, công kích và khởi nghĩa thành công ở các đô thị lớn, ý chí xâm lược của Mỹ bị đè bẹp, phải chấp nhận thương lượng đi đến kết thúc chiến tranh theo mục tiêu, yêu cầu của Việt Nam Dân chủ Cộng hòa.
- Hai là, giành được thắng lợi quan trọng ở nhiều nơi, nhưng Mỹ vẫn còn lực lượng, dựa vào các căn cứ lớn và tăng thêm lực lượng từ ngoài vào phản công giành lại những vị trí quan trọng và các đô thị lớn - nhất là Sài Gòn để tiếp tục chiến tranh.
- Ba là, Mỹ tăng cường lực lượng, mở rộng chiến tranh ra miền Bắc, sang Lào và Campuchia, buộc quân Giải phóng phải lui về thế thủ, hòng xoay chuyển cục diện chiến tranh và gỡ thế thua về chính trị.

Bộ trưởng Quốc phòng Võ Nguyên Giáp

Về sách lược: Bộ Chính trị đề ra tập trung mũi nhọn đấu tranh nhằm phân hoá, chia rẽ và cô lập Mỹ và chế độ Sài Gòn của Thiệu - Kỳ. Tiếp tục phổ biến thực hiện cương lĩnh Mặt trận Dân tộc Giải phóng miền Nam Việt Nam. Lập mặt trận thứ hai (chuẩn bị người cụ thể trước), tiến tới lập chính phủ Cách mạng lâm thời Cộng hoà miền Nam Việt Nam. Kêu gọi các tầng lớp nhân dân, các tôn giáo, binh lính Sài Gòn đoàn kết với Mặt trận Dân tộc Giải phóng miền Nam Việt Nam, trung lập Mỹ, đánh đổ Thiệu - Kỳ, thương lượng với miền Bắc. Lập Chính phủ liên hiệp ba thành phần lấy Mặt trận Dân tộc Giải phóng miền Nam Việt Nam làm nòng cốt. Các sĩ quan cao cấp của Bộ Tổng Tham mưu chỉ thị: cần tính đến các "yếu tố chính trị" – cuộc bầu cử tổng thống Việt Nam Cộng hòa vào tháng 9 năm 1967 và cuộc bầu cử tổng thống Mỹ vào tháng 11 năm 1968.
Về ngoại giao: nhằm phục vụ cho công kích và khởi nghĩa, Bộ Chính trị nêu rõ là phải tranh thủ cao độ sự ủng hộ của các nước xã hội chủ nghĩa. Trong tình hình Liên Xô - Trung Quốc đang có chia rẽ sâu sắc, Bộ Chính trị chủ trương giữ quan hệ tốt với cả hai nước, tránh việc quá nghiêng về 1 bên sẽ làm xấu quan hệ với nước còn lại.
Qua thực tế chiến trường, những ý đồ chiến lược đã dần dần hình thành, từng bước trở thành những quyết sách: Tổng tiến công và nổi dậy, đánh thẳng vào sào huyệt của địch trong các thành phố và thị xã. Từ Kế hoạch chiến lược năm 1968 do Bộ Tổng tham mưu chuẩn bị, hai cuộc họp Bộ Chính trị tháng 10 và tháng 12-1967 đã ra nghị quyết và trở thành Nghị quyết của Hội nghị lần thứ 14 Ban Chấp hành Trung ương Đảng (khoá III), quyết định chuyển cuộc chiến tranh cách mạng ở miền Nam sang một thời kỳ mới, thời kỳ giành thắng lợi quyết định.
Sau khi thảo luận kỹ khả năng đánh thành phố của lực lượng vũ trang và khả năng nổi dậy của quần chúng, Bộ Chính trị thông qua phương án tổng công kích, tổng khởi nghĩa do Bộ Tổng tham mưu soạn thảo đã được Quân uỷ Trung ương nhất trí. Phương án xác định chiến trường trọng điểm là Sài Gòn - Gia Định, Đà Nẵng, Huế, hướng phối hợp chiến lược quan trọng là Đường 9 - Khe Sanh. Cụ thể là:
Cùng với đòn tiến công của bộ đội chủ lực ở hướng phối hợp chiến lược đặc biệt quan trọng là Đường 9 - Khe Sanh nhằm thu hút, giam chân lực lượng chiến lược của địch, một đòn tiến công chiến lược đánh vào thành phố, thị xã quy mô trên toàn miền Nam, kết hợp với nổi dậy của quần chúng các đô thị và nông thôn, mở đầu cho tổng công kích, tổng khởi nghĩa, lấy chiến trường chính là Sài Gòn - Gia Định, Đà Nẵng, Huế, trọng điểm là Sài Gòn, Đà Nẵng, Huế và các thành phố lớn.
Theo đó, trước Tết Mậu Thân 10 ngày, quân Giải phóng sẽ nổ súng mở màn Chiến dịch Đường 9 - Khe Sanh, tiến công vào tập đoàn cứ điểm Khe Sanh để buộc Mỹ phải chú ý tập trung điều lực lượng chủ lực ra phía bắc đối phó, tạo điều kiện để giữ bí mật hướng trọng điểm và tiếp tục chuẩn bị.
Lịch sử các cuộc chiến tranh trên thế giới cũng như ở Việt Nam, theo nghệ thuật "truyền thống" thì giai đoạn kết thúc chiến tranh, thông thường một trong các bên tham chiến thực hiện đòn đánh tiêu diệt chiến dịch lớn hoặc đánh tiêu diệt chiến lược lực lượng quân sự, chính trị đối phương, buộc chúng phải chịu thua. Tuy nhiên so sánh tương quan quân Giải phóng và quân Mỹ về quân số, vũ khí trang bị, sức cơ động và tính hiện đại đều thua kém nhiều lần, nên việc đánh tiêu diệt chiến dịch, chiến lược đối với quân viễn chinh Mỹ là điều gần như không thể thực hiện được. Do đó Bộ chính trị chủ trương: "Phải tìm cách đánh mới khác cách đánh truyền thống là đánh bại ý chí xâm lược của Mỹ bằng phương pháp tổng tiến công đồng loạt đánh vào các trung tâm đầu não chính trị, quân sự ở các thành phố, thị xã. Tiến công vào các thành phố, thị xã sẽ tạo ra bất ngờ lớn đối với địch, làm đảo lộn thế bố trí chiến lược của chúng, làm rung chuyển nước Mỹ. Qua đó, ta chứng minh cho Mỹ thấy chúng không thể thắng trong cuộc chiến tranh này, chúng đang đứng trước nguy cơ thất bại hoàn toàn, do đó phải tìm giải pháp chấm dứt cuộc chiến tranh xâm lược, rút ra khỏi cuộc chiến tranh Việt Nam."

## Diễn biến

### Sự khác biệt giờ chuẩn và lịch âm
Trước năm 1967, Việt Nam lấy giờ Bắc Kinh (GMT+8) làm chuẩn cho âm lịch. Ngày 8 tháng 8 năm 1967, chính phủ Việt Nam Dân chủ Cộng hòa ban hành quyết định số 121/CP về việc tính lịch và quản lý lịch của nhà nước, sử dụng múi giờ GMT +7 làm chuẩn nên âm lịch cũng thay đổi khi tháng chạp (tháng 12) chỉ có 29 ngày. Miền Nam vẫn theo âm lịch của múi giờ GMT+8 nên tháng chạp có 30 ngày giống như lịch Trung Quốc. Vì thế hai miền nam bắc Việt Nam đón Tết Mậu Thân hai ngày khác nhau (Nếu tính theo giờ miền Bắc, miền Nam sẽ đón giao thừa lúc 23h00 ngày 29 tháng 1 trong khi miền Bắc đón giao thừa lúc 00h00 ngày 29 tháng 1 hay 1h00 ngày 29 tháng 1-trước miền Nam 23h00 đồng hồ).

### Tuyên bố ngừng bắn đơn phương của các bên
Trước thời điểm Tết Mậu thân, các bên đã có một số tuyên bố chính thức thông qua các kênh chính thức về việc sẽ tạm ngừng bắn trong một số ngày Tết, cụ thể như sau:
- Việt Nam Dân chủ Cộng hòa: Trong buổi phát thanh ngày 19/10/1967 của Đài Tiếng nói Việt Nam, Việt Nam Dân chủ Cộng hòa tuyên bố tự nguyện ngừng bắn từ 01h00 sáng giờ Hà Nội ngày 27/1/1968 đến 01h00 sáng giờ Hà Nội ngày 3/2/1968 (7 ngày).[29][30]
- Mặt trận Dân tộc Giải phóng miền Nam Việt Nam: Theo Đài phát thanh Giải phóng ngày 17/11/1967, Quân Giải phóng sẽ tự nguyện ngừng bắn từ 01h00 sáng giờ Hà Nội-00h00 giờ Sài Gòn ngày 27/1/1968 (28 tháng Chạp) đến 01h00 sáng giờ Hà Nội-00h00 giờ Sài Gòn ngày 3/2/1968 (05 tháng Giêng-ÂL). Tổng thời gian là 168 giờ. Phía VNDCCH trước đó đã điều chỉnh giờ miền Bắc chậm hơn giờ Bắc Kinh đã được 2 miền sử dụng 1h đồng hồ.[31]
- Việt Nam Cộng hòa: Ngày 16/12/1967, chính quyền Sài Gòn tuyên bố trên các phương tiện thông tin đại chúng rằng Quân lực VNCH và Hoa Kỳ sẽ ngừng bắn trong 48h từ 00h00 ngày 30/1/1968 đến 00h00 ngày 01/02/1968.[32]

Tuy nhiên, tuyên bố ngừng bắn của Việt Nam Cộng hòa đã sớm bị Hoa Kỳ ra lệnh hủy bỏ. Trước sức ép của Hoa Kỳ, chính quyền Sài Gòn đã rút ngắn thời gian đơn phương ngừng bắn xuống còn 36 giờ. Cụ thể, ngày 21/01/1968, cả Hoa Kỳ và VNCH cùng tuyên bố ngừng bắn đơn phương từ 18h00 ngày 29/1/1968 đến 06h00 ngày 30/1/1968. Đến ngày 25/01, Đại sứ Hoa Kỳ tại Sài Gòn Ellsworth Bunker cùng Đại tướng William Westmoreland yêu cầu Tổng thống Nguyễn Văn Thiệu dỡ bỏ ngừng bắn từ Vùng chiến thuật I đến phía nam thành phố Vinh - Nghệ An (bởi quân đội Hoa Kỳ không ăn Tết âm lịch, việc dỡ bỏ ngừng bắn là để quân đội Hoa Kỳ có thể tiếp tục ném bom và càn quét tại các khu vực này). Việc đưa ra tuyên bố giới hạn lệnh ngừng bắn dự kiến sẽ được thông báo vào trưa ngày 29/01/1968, trước khi lệnh ngừng bắn đơn phương của Hoa Kỳ và VNCH bắt đầu có hiệu lực.
Tuy nhiên, tới chiều muộn ngày 29/01/1968, Đại sứ quán Hoa Kỳ và Bộ Ngoại giao VNCH mới chính thức đưa ra thông cáo báo chí về việc hủy ngừng bắn tại Vùng I chiến thuật đến nam thành phố Vinh. Sau khi Hoa Kỳ và VNCH đã hủy bỏ ngừng bắn tại Vùng I chiến thuật, ngay đêm hôm đó, đúng 01h00 sáng ngày 30/01 giờ Sài Gòn (00h00 ngày 30/01 theo giờ Hà Nội), Quân Giải phóng phát lệnh tấn công tại Vùng I chiến thuật của Việt Nam Cộng hòa. Tới 10h00 (giờ Sài Gòn) ngày 30/01/1968, Tổng thống VNCH Nguyễn Văn Thiệu tuyên bố hủy bỏ ngừng bắn trên toàn bộ miền Nam. Đêm 30, rạng sáng ngày 31/01, Quân Giải phóng phát lệnh tổng tấn công và nổi dậy toàn miền Nam.

### Sự chuẩn bị của Quân Giải phóng Miền Nam
Trong hai năm 1967, 1968, các chiến sĩ vận tải, thanh niên xung phong, hải quân ở miền Bắc đã vượt Trường Sơn và biển cả để chi viện cho chiến trường miền Nam 118.923 tấn vũ khí, lương thực, thực phẩm, thuốc chữa bệnh và 42.619.081 đôla, cộng với 122.885 tấn vật chất do Trung Quốc chi viện quá cảnh qua cảng Xihanúcvin (trong ba năm 1966, 1967, 1968).

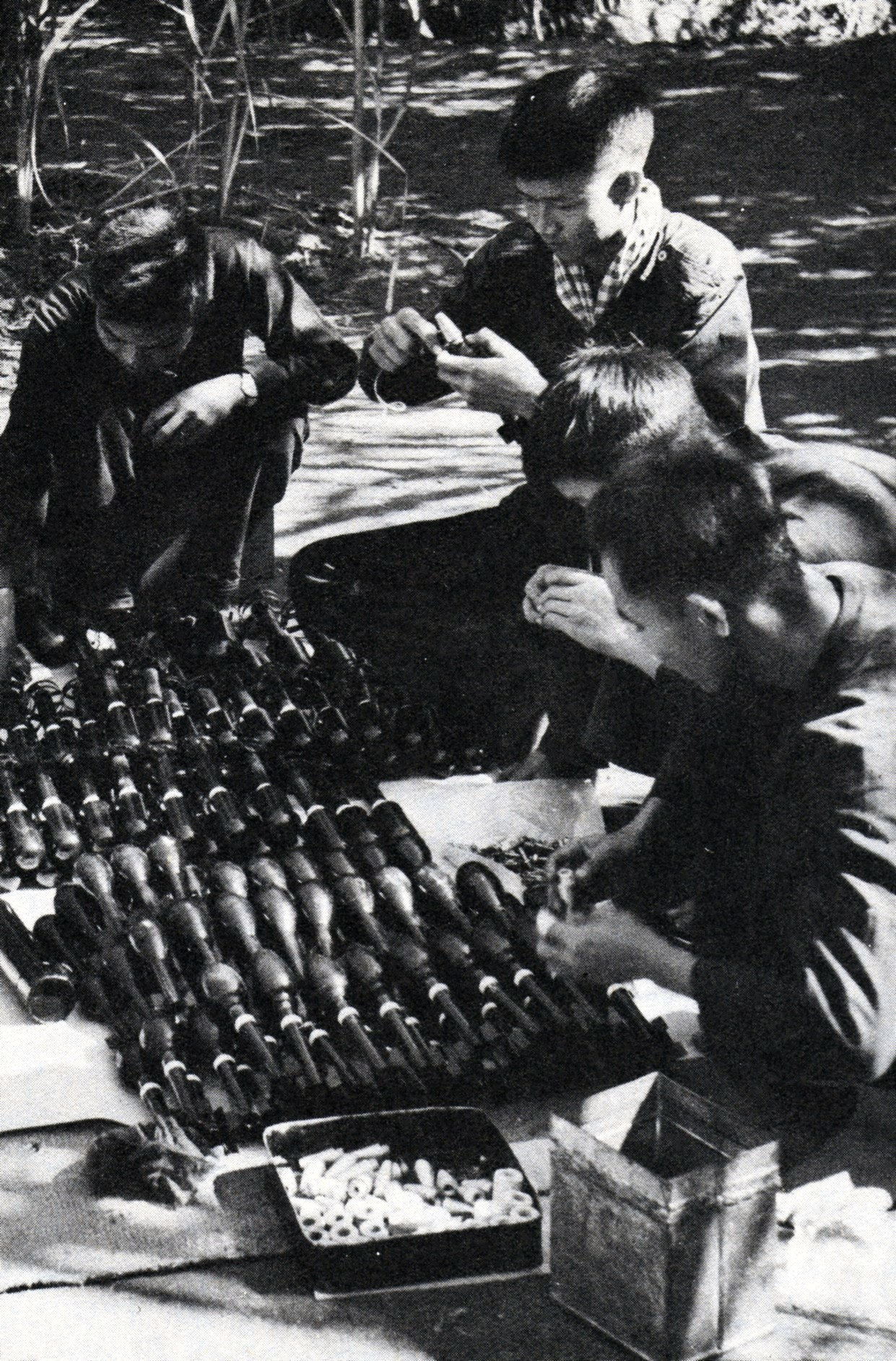
Công binh xưởng của quân Giải phóng

Năm 1967, hơn 94.000 cán bộ, chiến sĩ ở miền Bắc biên chế thành từng trung đoàn, sư đoàn bộ binh và binh chủng kỹ thuật đã hành quân vào bổ sung cho mặt trận Trị-Thiên, Khu V, Tây Nguyên, Nam Bộ, nâng tổng số Quân giải phóng miền Nam lên 220.000 quân chủ lực và 57.000 quân địa phương (không kể dân quân, du kích, tự vệ)
Phát huy thế trận chiến tranh nhân dân, quân Giải phóng đã huy động được lực lượng lớn nhân dân trên địa bàn các tỉnh miền Đông tham gia phục vụ cho tổng tiến công và nổi dậy. Nhiệm vụ của lực lượng này là vận chuyển vũ khí, lương thực, thực phẩm vào nội đô cất giấu trước và cứu thương, tải thương khi chiến sự nổ ra, và xây dựng "hũ gạo nuôi quân". Lực lượng quần chúng kết hợp với các đơn vị vận tải đã chuyển được hàng trăm tấn hàng từ vùng Mỏ Vẹt xuống vùng tây nam Sài Gòn. Quân Giải phóng đã huy động hàng trăm xe bò chở hàng từ Mỏ Vẹt xuống Hóc Môn, Gò Vấp. Huyện Đức Hoà có phong trào xây dựng "hũ gạo nuôi quân". Trước Tết, mỗi gia đình để sẵn năm lon gạo đón chủ lực, sau đó, cứ mỗi tuần lại quyên góp một lần (do Hội phụ nữ phát động).
Các huyện đều thành lập đội cung cấp chuyên lo việc huy động lương thực, thực phẩm trong nhân dân phục vụ tổng tiến công và nổi dậy. Mỗi xã có ban quân lương, đội cứu thương, tải thương. Các nhà đều đào sẵn hầm để nuôi giấu thương binh hoặc chôn giấu vũ khí. Ở Trảng Bàng, gia đình bà Nguyên (Má Bảy) đào hầm chôn tới 45 tấn vũ khí tại một vị trí chỉ cách đồn của Mỹ 1 km.
Đến đầu 1968, trước khi cuộc tổng tiến công và nổi dậy nổ ra, quân Giải phóng đã xây dựng được 19 lõm chính trị với 325 gia đình, 12 kho vũ khí, 400 điểm ém quân, phần lớn ở gần các mục tiêu sẽ đánh chiếm. Mỗi lõm có nhiều cơ sở để cất giấu vũ khí, ém quân.
Lực lượng Biệt động Sài Gòn do Nguyễn Đức Hùng (bí danh Tư Chu) chỉ huy, có khoảng 300 người, trong đó có hơn 100 tay súng tinh nhuệ, đã lên kế hoạch đánh 7 cơ quan đầu não chính trị trọng yếu của Mỹ giữa lòng Sài Gòn như Dinh Độc Lập, Đài phát thanh, Tòa Đại sứ Mỹ, Bộ Tư lệnh hải quân, Bộ Tổng tham mưu...

Sáng 31/12/1967, ngày cuối cùng của năm, Chủ tịch Hồ Chí Minh ra Phủ Chủ tịch để thu thanh chúc mừng năm mới Mậu Thân. Bài thơ "Toàn thắng ắt về ta" được ghi tiếng vào băng để phát lúc Giao thừa, là hiệu lệnh của cuộc Tổng công kích. Đến chiều, Hồ Chủ tịch căn dặn Bộ Chính trị trước khi sang Trung Quốc chữa bệnh. Ngoài liên lạc hàng ngày qua điện thoại, các lãnh đạo Đảng vẫn thay nhau đến Bắc Kinh, trực tiếp báo cáo và xin ý kiến Hồ Chủ tịch. Chiều 20/1/1968, Lê Đức Thọ sang làm việc, sáng ngày 25/1/1968, Võ Nguyên Giáp đến trực tiếp báo cáo với Hồ Chủ tịch. Tối 26/1/1968, đã gần Tết Mậu thân, những binh đoàn chủ lực, theo kế hoạch đang bí mật áp sát các bàn đạp tiến công. Hồ Chủ tịch chỉ thị cho các chiến trường là: 
| “ | "Kế hoạch phải thật tỉ mỉ, Hợp đồng phải thật ăn khớp, Bí mật phải thật tuyệt đối, Hành động phải thật kiên quyết, Cán bộ phải thật gương mẫu." | ” |

Do trong tháng 1 năm 1968 ngày dương lịch sát ngày âm lịch: ngày 29 (tháng 1) dương lịch là ngày 30 (tháng chạp) âm lịch và có sự lệch nhau một ngày của Tết hai miền nên có sự hiểu không thống nhất trong các cấp chỉ huy chiến trường của quân Giải phóng về thời điểm tiến công (ngày N): là ngày theo âm lịch hay theo dương lịch, là theo lịch cũ hay mới. Sự thiếu nhất quán này đã làm cuộc tiến công ở các địa bàn Quân khu 5 Quân Giải phóng đã nổ ra sớm hơn một ngày so với các địa phương khác trên toàn miền Nam. Tính bất ngờ của cuộc tấn công Tết Mậu Thân do vậy đã bị giảm đi, nhưng về cơ bản vẫn được bảo đảm.
Trước đó nửa tháng, tướng Westmoreland lúng túng: "Như tôi đã báo cáo trước Hội đồng phái bộ Mỹ ngày 15/1/1968, tôi thấy khả năng là 60 đến 40% đối phương sẽ đánh trước Tết, có thể vào ngày 25/1. Ngược lại, tướng Davidson, sĩ quan tình báo của tôi, lại thấy khả năng là 40-60% đối phương sẽ đánh sau Tết". Nhưng cuộc tổng tiến công nổ ra không phải "trước" hoặc "sau" mà đúng vào ngày Tết, Westmoreland và Davidson đều đoán sai
Mặt khác, Quân đội Hoa Kỳ đã bị thu hút vào đòn nghi binh của Quân Giải phóng miền Nam Việt Nam tại Khe Sanh, nơi được kỳ vọng là một thế trận "Điện Biên Phủ đảo ngược", theo đúng kịch bản chiến tranh quy ước kiểu Mỹ. Theo Đại tá Nguyễn Văn Tàu (Tư Cang), trong các báo cáo do điệp viên Phạm Xuân Ẩn chuyển về, từ cấp chỉ huy cho đến viên đại sứ Mỹ, tất cả đều tin rằng quân Giải phóng không đủ sức tấn công vào các thành phố, đô thị. Theo Mỹ, chiến trường chính nhất định sẽ diễn ra ở Khe Sanh. "Trung ương Cục miền Nam còn làm bộ để rơi những tài liệu vào tay Mỹ để họ tin rằng mình sẽ đánh mạnh trên vùng giới tuyến, nhất là Khe Sanh" - ông Tư Cang nói. Đại tá Hồ Khang cho biết: "Cái từ Điện Biên Phủ xuất hiện trong tư duy của phía Mỹ mà Cục II (tình báo) báo cáo lại chính là một gợi ý để chúng ta tương kế tựu kế thực hiện một "Điện Biên Phủ giả vờ" để lừa đối phương, ghìm chặt Mỹ ở chiến trường rừng núi, tạo điều kiện cho đòn tấn công vào các đô thị. Vì vậy sau này phía Mỹ và phương Tây cho rằng Việt Nam là bậc thầy trong việc nghi binh".
Mặc dù phía Mỹ cũng đã đưa ra một số dự đoán về cuộc tấn công này có thể diễn ra trước tết hoặc sau tết, và sẽ diễn ra ở phía bắc miền Nam Việt Nam (khu vực Quảng Trị), nên họ vẫn đặt hai tỉnh Quảng Trị, Thừa Thiên Huế trong tình trạng chiến đấu và các cuộc ném bom của Mỹ ở vùng sát với hai tỉnh trên sẽ vẫn tiếp tục trong những ngày Tết. Nhưng trên thực tế nó nổ ra ngay đúng trong dịp tết, và diễn ra đồng loạt ở khắp miền Nam. Vì vậy phía Mỹ lẫn Việt Nam Cộng hòa đều bị bất ngờ cả về thời gian lẫn quy mô của cuộc tiến công này. Đây là một thất bại lớn về mặt tình báo mà sẽ khiến chính phủ Mỹ nếm trái đắng trước dư luận trong trận đánh được coi là "bước ngoặt của cuộc chiến". Sách giáo khoa của Học viện Quân sự West Point (Mỹ) đã viết: "Điều đầu tiên cần nói về cuộc tổng tiến công là tình báo của đồng minh đã thất bại ngang với trận Trân Châu Cảng năm 1941 và trận tiến công Ardennes năm 1944. Việt Nam đã giành được sự bất ngờ hoàn toàn".
Nhà sử học Nguyễn Hiến Lê viết trong hồi ký: "Khắp thế giới ngạc nhiên và phục "Việt cộng" tổ chức cách nào mà chính phủ Việt Nam Cộng hòa không hay biết gì cả. Họ đã lén chở khí giới, đưa cán bộ vào Sài gòn, Huế... từ hồi nào, chôn giấu, ẩn núp ở đâu? Chắc chắn dân chúng đã che chở họ, tiếp tay với họ, không ai tố cáo cho nhà cầm quyền biết. Trái lại mỗi cuộc hành quân lớn nhỏ nào của Việt Nam Cộng hòa họ đều biết trước ngày và giờ để kịp thời đối phó. Nội điểm đó thôi cũng đủ cho thế giới biết họ được lòng dân miền Nam ra sao và tại sao Mỹ thất bại hoài."

### Chiến sự Đợt 1
Thực hiện chỉ đạo của Trung ương, để bảo đảm thống nhất lãnh đạo chỉ huy trong chiến dịch này ở miền Nam, Trung ương Cục miền Nam và Bộ chỉ huy Miền (B2) đã quyết định thành lập 2 Bộ Tư lệnh tiền phương: 
- Bộ Tư lệnh tiền phương cánh Bắc do Trần Văn Trà, Mai Chí Thọ, Lê Đức Anh phụ trách các hướng Bắc, Tây Bắc và Đông thành phố Sài Gòn.
- Bộ Tư lệnh tiền phương cánh Nam do Võ Văn Kiệt, Trần Bạch Đằng, Trần Hải Phụng phụ trách các hướng phía Nam, Tây Nam, các lực lượng biệt động và chỉ đạo quần chúng nổi dậy ở nội thành Sài Gòn.

Ở Quân khu 5, Trung ương cử Võ Chí Công làm Bí thư Quân khu ủy kiêm Chính ủy Quân khu, Chu Huy Mân làm Tư lệnh. Ở mặt trận Huế, Trung ương chỉ định Lê Minh làm Chỉ huy trưởng, Lê Chưởng làm Chính ủy (lúc này Phó Tổng tham mưu trưởng Trần Văn Quang là Tư lệnh Quân khu Trị - Thiên).
Ở mặt trận Đường 9 – Bắc Quảng Trị do Trần Quý Hai, Phó Tổng tham mưu trưởng làm Tư lệnh, Lê Quang Đạo – Phó Chủ nhiệm Tổng cục Chính trị làm Chính ủy.
Cuộc tổng tiến công và nổi dậy đồng loạt nổ ra vào đêm 30 rạng 31 tháng 1 năm 1968 (đêm mồng một Tết Mậu Thân). Suốt từ vĩ tuyến 17 đến Cà Mau, các lực lượng vũ trang quân Giải phóng bất ngờ tiến công rộng khắp vào 6 thành phố lớn, 44 thị xã, hàng trăm quân lỵ, chiếm một số nơi, phát động quần chúng nổi dậy, đập tan bộ máy cơ sở của chế độ Sài Gòn ở nhiều vùng nông thôn. Hiệu lệnh mở màn là bài thơ chúc Tết của chủ tịch Hồ Chí Minh:
| “ | Xuân này hơn hẳn mấy Xuân qua, Thắng trận tin vui khắp nước nhà, Nam Bắc thi đua đánh giặc Mỹ, Tiến lên! Toàn thắng ắt về ta. | ” |

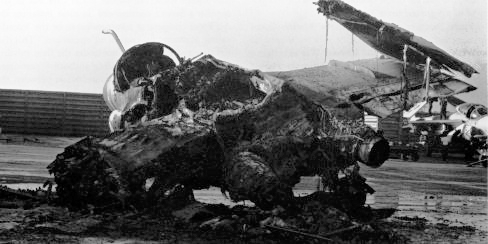
Một máy bay A-6 của Mỹ bị phá hủy tại sân bay Đà Nẵng

30-1-1968 (đêm 30 rạng ngày mồng 1 tết): Các lực lượng vũ trang ở khu 5 và Tây Nguyên tiến công bằng bộ binh, đặc công, pháo kích vào căn cứ quân sự của Mỹ ở các tỉnh lỵ, thị trấn: Bộ tư lệnh Quân đoàn 1 Việt Nam Cộng hòa ở Đà Nẵng, Hội An, sân bay đà Nẵng, sân bay Non Nước, Nha Trang, Đắk Lắk, Pleiku, Quy Nhơn (Bình Định)... Các trận pháo kích đã gây nhiều thiệt hại cho đối phương. Riêng trận pháo kích sân bay Đà Nẵng đã phá hủy 5 máy bay và làm hư hại nặng 25 chiếc khác).
31-1-1968 (Đêm mồng 1 rạng mồng 2 Tết): Tiến công bằng bộ binh, đặc công, pháo kích vào căn cứ Mỹ ở các tỉnh, thành phố Quảng Trị, Huế, Quảng Tín, Quảng Ngãi, Bình Thuận, Sài Gòn, Chợ Lớn, Gia Định, Phong Định, Vĩnh Long, Cần Thơ...
1-2-1968 (Đêm mồng 2 rạng sáng ngày mồng 3 Tết): Các lực lượng vũ trang tiếp tục đánh vào các tỉnh lỵ khác: Kiến Hoà, Định Tường, Gò Công, Kiên Giang, Vĩnh Bình, Bình Dương, Tuy Hoà, Biên Hoà, Tuyên Đức, Châu Đốc, An Xuyên.
Để tăng tính bất ngờ, thời điểm cuộc tấn công diễn ra đúng vào giao thừa, thời điểm mà đối phương lơi lỏng phòng bị, nhiều sĩ quan Việt Nam Cộng hòa đang nghỉ ăn Tết. Sau này, có dư luận phía Mỹ và Việt Nam Cộng hòa công kích quân Giải phóng đã "vi phạm hiệp định đình chiến" khi nổ súng vào dịp Tết. Nhưng thực chất, không hề có văn bản nào là "hiệp định đình chiến" được 2 bên kí kết. Việc hưu chiến dịp Tết vào những năm trước chỉ là sự tự giác của binh sĩ 2 bên chứ không hề có quy định ràng buộc nào (tương tự như Hưu chiến đêm Giáng sinh trong Chiến tranh thế giới thứ nhất), dù bên nào không muốn thực hiện thì cũng không thể nói là bên đó vi phạm quy ước chiến tranh (thực tế dịp Tết âm lịch năm 1968, quân Mỹ vẫn duy trì tình trạng chiến đấu và liên tục ném bom vì binh lính của họ không ăn Tết âm lịch). Việc quân Mỹ và Việt Nam Cộng hòa lơi lỏng phòng bị không phải vì "hiệp định đình chiến" - thứ không hề tồn tại, mà là do thất bại tình báo của chính họ khi không phát hiện ra đối phương, vẫn cho rằng chiến sự lớn sẽ không nổ ra trong thời gian sắp tới.

#### Tại Sài Gòn
Ngay đêm tiến công đầu tiên tại Sài Gòn các đội biệt động cảm tử của Giải phóng quân đã nhằm vào các mục tiêu khó tin nhất: Toà Đại sứ quán Mỹ, dinh Tổng thống, đài phát thanh, bộ Tổng tham mưu, sân bay Tân Sơn Nhất...(tất cả gồm 9 mục tiêu: 1/ Dinh Độc Lập; 2/ Đài Phát thanh; 3/ Bộ Tổng tham mưu Sài Gòn; 4/ Đại sứ quán Mỹ; 5/ Sân bay Tân Sơn Nhất; 6/ Tổng nha Cảnh sát; 7/ Biệt khu Thủ đô; 8/ Bộ Tư lệnh Hải quân; 9/ Khám Chí Hòa). Sau đó quân tiếp ứng thẩm thấu vào thành phố tiếp quản các mục tiêu và tham gia chiến đấu. Cuộc tiến công đã gây bất ngờ lớn cho phía Mỹ và Việt Nam Cộng hòa. Cuộc tiến công cho thấy sự bất lực của hệ thống tình báo của Hoa Kỳ và Việt Nam Cộng hòa đã không tiên liệu được khả năng, tính chất cũng như thời điểm, quy mô của sự kiện mặc dù có sự khập khiễng về ngày giờ tiến công của quân Giải phóng ở các địa phương.
Tại khu vực Bộ Tổng tham mưu Quân lực Việt Nam Cộng hòa và sân bay Tân Sơn Nhất, cụm biệt động 2 (gồm 27 người chia làm các đội 6, 7, 9) do Đỗ Tấn Phong, Ba Tâm và Đức chỉ huy đánh vào cổng 5 Bộ Tổng tham mưu và cổng Phi Long (sân bay Tân Sơn Nhất). Sau ít phút tiến công, đội chiếm được cả hai cổng. Song do lực lượng ít, Tiểu đoàn 267 (phân khu 2) và Trung đoàn 16 (Phân khu 1) bị lạc không đến kịp như dự kiến, quân Mỹ - Việt Nam Cộng hòa phản kích quyết liệt, cụm biệt động không lọt được vào bên trong. Sau gần một ngày, dựa vào các toà nhà dọc phố Trương Quốc Dung, cụm biệt động đánh trả quân Mỹ quyết liệt, loại khỏi vòng chiến đấu nhiều lính Mỹ và Việt Nam Cộng hòa, bắn cháy hai xe bọc thép. Đến 14 giờ ngày 30-1-1968, bị tổn thất và hết đạn, những người còn lại của cụm biệt động buộc phải rút lui.

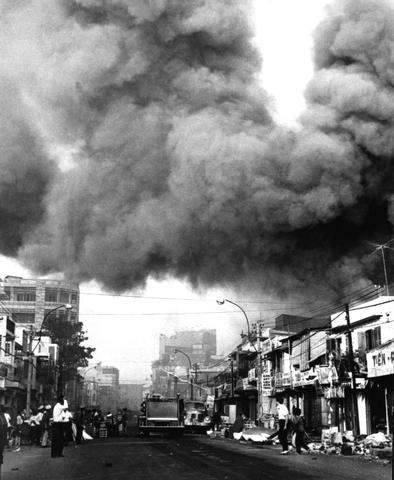
Một góc Sài gòn với những cột khói

Tại Đài phát thanh Sài Gòn, Đội biệt động số 4 (cụm 1) do Nguyễn Văn Tăng chỉ huy, sau ba phút chiến đấu đã chiếm được đài, loại khỏi vòng chiến đấu một trung đội cảnh sát dã chiến bảo vệ. Nhưng nhân viên kỹ thuật và bộ phận chính trị phụ trách phát thanh đã bị ngăn chặn ở Phú Thọ Hoà không đến kịp nên kế hoạch sử dụng Đài phát thanh làm công cụ tuyên truyền, gây tiếng vang dư luận không thực hiện được. Nhận rõ vị trí quan trọng của Đài phát thanh, ngay sau khi đài bị mất, quân Mỹ đã dùng cả trực thăng vũ trang, xe tăng yểm trợ nhanh chóng tổ chức lực lượng phản kích. Chỉ 15 phút sau khi biệt động nổ súng, quân Mỹ đã bao vây toàn khu vực. Tiểu đoàn 3 Dĩ An (Phân khu 5) không đến chi viện kịp như đã hiệp đồng. Sau ba ngày chiến đấu quyết liệt, những chiến sĩ biệt động còn sống sót quyết định dùng biện pháp cảm tử, dùng bộc phá phá hỏng một góc Đài phát thanh. Lực lượng biệt động thương vong gần hết (chỉ còn hai nữ phục vụ viên là bị bắt).

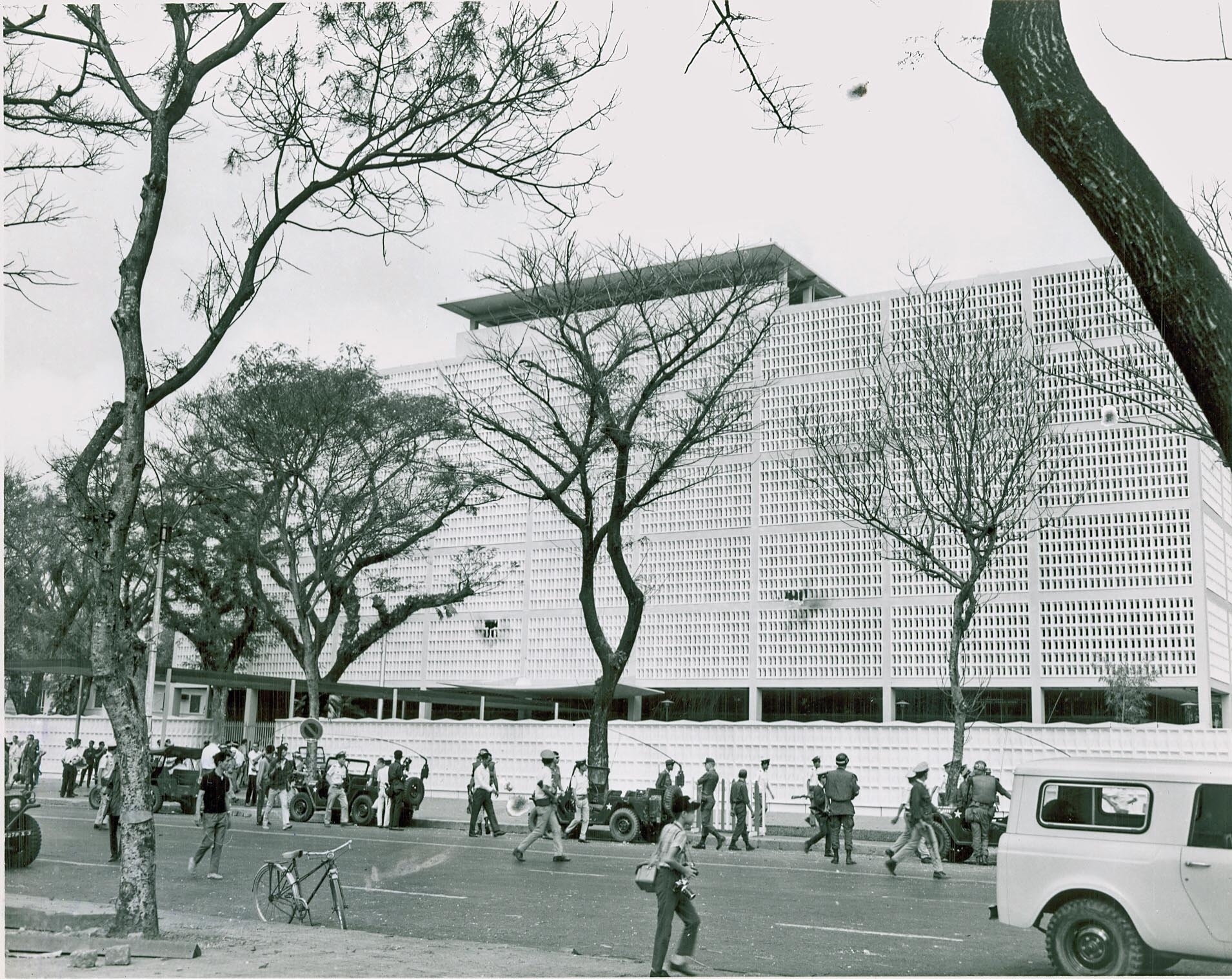
Quang cảnh bên ngoài Đại sứ quán Hoa Kỳ khi đang bị biệt động Mặt trận Dân tộc Giải phóng miền Nam Việt Nam đột kích.

Ở Toà đại sứ Mỹ, lúc 2 giờ 30 phút ngày 31-1-1968, 17 chiến sĩ Đội biệt động số 11 do Ngô Thành Vân (Ba Đen) chỉ huy dùng xe du lịch có hoả lực B-40 yểm trợ đột nhập thẳng cổng Toà đại sứ. Sau khi diệt 4 quân cảnh Mỹ ở ngoài cổng, biệt động dùng thuốc nổ phá thủng tường, tiến đánh vào bên trong, chiếm gần hết tầng 1 phát triển lên tầng 2 và 3 Toà đại sứ. Một nhiệm vụ quan trọng đặt ra là phải bắt sống Đại sứ Bunker, nhưng các nhân viên an ninh sứ quán Mỹ đã lén đưa được Bunker rời khỏi biệt thự bằng một chiếc xe bọc thép sang ẩn nấp trong một hầm bí mật ở một địa điểm khác.
Chỉ 20 phút sau khi Đại sứ quán bị đánh, một toán quân cảnh Mỹ đến cứu viện, nhưng bị biệt động bắn chặn nên không vào được cổng chính. 7 giờ sáng ngày 31-1-1968, một trung đội quân cảnh Mỹ lọt được vào cổng chính. Cuộc chiến đấu trong sứ quán diễn ra quyết liệt.
7 giờ 20 phút, hãng tin Mỹ AP đưa tin nhanh do ký giả Peter Arnett từ Sài Gòn điện về New York: "Việt Cộng đã chiếm lĩnh bên trong tòa Đại sứ", gây choáng váng cho Lầu Năm Góc và dư luận Mỹ. Sau đó, tờ Tin hàng ngày Washington loan báo: "Cảnh sát quân sự Mỹ đã phải đổ bộ bằng máy bay lên thẳng xuống nóc nhà sứ quán ở Sàỉ Gòn trong khói đạn để giành lại ngôi nhà được coi là "chống du kích" nhưng lại bị cộng sản chiếm trong hơn 6 giờ liền. Chỉ riêng cảnh tượng đó cũng đủ để buộc chính phủ Johnson dẹp bỏ những nhận định lạc quan của mình...".
9 giờ sáng ngày 31-1-1968, quân Mỹ đổ được một bộ phận lực lượng Sư đoàn dù 101 xuống sân thượng Toà đại sứ. Lực lượng tăng viện của quân Giải phóng không đến được như kế hoạch hiệp đồng. Các biệt động quân Đội 11 dũng cảm chiến đấu đến người cuối cùng. Trận đánh Toà đại sứ Mỹ kết thúc, trong 17 người của đội biệt động có 15 người tử trận, chỉ còn 1 chiến sỹ và đội trưởng Ngô Thành Vân (Ba Đen) bị thương nặng và bị bắt. Quân Mỹ cũng thiệt hại nặng: 5 lính chết tại chỗ, 17 chết tại quân y viện và 124 bị thương.
Việc quân Giải phóng đánh chiếm và trụ lại trong Toà đại sứ Mỹ tới hơn sáu giờ đồng hồ đã gây một tiếng vang lớn, làm chấn động nước Mỹ. Tất cả các cấp chỉ huy quân sự, ngoại giao ở Sài Gòn và cả nước Mỹ bàng hoàng, sửng sốt. 9 giờ 30 phút sáng ngày 31-1-1968, Westmoreland có mặt ở Đại sứ quán chứng kiến "khu sứ quán thật là hỗn độn, xác người Mỹ và người Việt Nam vẫn nằm ngổn ngang. Nhưng không giống như hầu hết các chiến trường, các nhà báo, các nhà quay phim vô tuyến truyền hình Mỹ hình như có mặt khắp mọi nơi. Nét mặt họ ánh lên nỗi buồn bực và tâm trạng không tin tưởng như thể sự tận cùng của thế giới đã đến nơi rồi". Nhà báo Dave Richard Palmer nhận xét: "Nhiệm vụ của họ là xông vào sứ quán Mỹ. Làm được gì ở bên trong sứ quán không quan trọng, mà mục đích là phải xông vào được nơi đó đánh một đòn tượng trưng cho toàn bộ cuộc tiến công... Họ đã thành công hết sức to lớn."
Vào thời điểm đó, Westmoreland muốn che giấu tâm trạng bối rối đã tuyên bố "không một Việt Cộng nào vào được trong sứ quán. Sứ quán chỉ hư hại nhẹ". Những lời đó thật vô ích, bị dư luận công kích, như Don Oberdorfer báo Washington Post viết: "Cuộc tấn công vào sứ quán hình như đã bác bỏ những lời dự đoán có tình chất tô hồng và những lời khoe khoang thắng lợi mà Westmoreland và những người khác đã tung ra". Westmoreland báo cáo với Johnson rằng, Mỹ đã làm chủ tình hình, nhưng tổng thống Mỹ đã nói chua chát: "Việt cộng đã đi dạo mát trong sứ quán của ta rồi".
Tại dinh Độc Lập, khoảng 1h30 mùng 2 Tết Mậu Thân 1968, đội biệt động số 5 do Tô Hoài Thanh (Ba Thanh) chỉ huy gồm 15 người trên ba xe tải nhỏ và hai chiếc Honda (trong đó có 1 nữ chiến sĩ 19 tuổi Vũ Minh Nghĩa) xuất phát từ hai hướng tiến thẳng vào. Xe tải đi đầu mang khối thuốc nổ gần 200 kg có nhiệm vụ phá cổng. Chiếc xe đi đầu đã tiêu diệt ụ gác đầu tiên rồi nhanh chóng phóng đến cổng sau dinh Độc Lập để một người lao vào đặt khối thuốc nổ phá cổng nhưng không nổ. 5 chiến sĩ trèo qua tường rào, tấn công vào trong dinh. Lính gác cổng bắn trả dữ dội, 5 người hy sinh tại chỗ. Bên ngoài, 3 xe của quân Mỹ chạy đến tiếp viện bị đội biệt động tiêu diệt. Gần sáng, không thấy quân chi viện, 8 người còn lại rút vào một cao ốc đang xây dở cạnh đó tiếp tục cố thủ, đẩy lùi nhiều đợt tiến công của quân đội Mỹ nhưng mất thêm một người. Gần sáng mùng 3 Tết, lợi dụng những lỗ hổng trên tường do đạn bắn, 7 người dìu nhau thoát ra đường Thủ Khoa Huân. Đến sáng tổ bị bao vây, còn quả lựu đạn cuối cùng rút chốt nhưng không nổ, 7 người bị bắt
Tại Bộ Tư lệnh Hải quân, 16 chiến sĩ Đội biệt động số 3 (Cụm 1) do Trần Văn Lém (Bảy Lốp) chỉ huy dùng hai xe du lịch đưa lực lượng đến trước mục tiêu lúc 2 giờ 50 phút ngày 31-1-1968. Sau khi diệt hai lính gác ở đầu cầu Cửu Long, biệt động đánh bộc phá mở cửa và đột nhập vào bên trong, nhưng bị hoả lực ngăn chặn mạnh, không phát triển được. Các chiến sĩ biệt động chiến đấu cho đến khi hy sinh gần hết, chỉ còn hai người về được căn cứ và Phân khu 4.
Như vậy ở nội thành Sài Gòn, lực lượng biệt động thuộc Phân khu 6 trong ngày mùng 1 Tết Mậu Thân 1968 (theo lịch miền Nam - tức 31-1-1968) đã tiến công 6/9 mục tiêu chủ yếu. Mặc dù chiến đấu rất dũng cảm, song do chiến đấu đơn độc, các lực lượng tăng cường không đến kịp theo kế hoạch, nên chỉ chiếm được Đài phát thanh và Toà đại sứ, giữ trong thời gian ngắn, các mục tiêu khác không vào được bên trong. Trong số 88 chiến sĩ biệt động tham gia tác chiến, đã có 56 người tử trận và 10 người bị bắt.
Trong lúc đó, những trận tiến công của các sư đoàn chủ lực miền Đông và lực lượng vũ trang các huyện ngoại thành không tăng viện được cho nội thành Sài Gòn - Gia Định. Bộ đội chủ lực không tiến được vào nội đô; đặc công, biệt động và các đơn vị mũi nhọn tác chiến bên trong trở thành đơn độc, lực lượng bị tiêu hao đến 80%, một số đơn vị chiến đấu hy sinh đến người cuối cùng, cơ sở nội thành bộc lộ và tổn thất nặng, lương thực cất giấu bí mật đã hết. Vì thế, các đơn vị chiến đấu trong nội thành được lệnh rút ra vùng ven củng cố. Cuộc tổng tiến công và nổi dậy ở trọng điểm Sài Gòn - Gia Định cao điểm 1 giảm dần và kết thúc.
Đến ngày 17-2, thì tại Sài Gòn - Gia Định, cao điểm 2 của cuộc tổng tiến công bắt đầu. Chủ trương của quân Giải phóng trong cao điểm 2 là: dùng pháo kích là chính, kết hợp với tiến công một vài mục tiêu nhằm tiêu diệt và làm tan rã một bộ phận quan trọng quân Sài Gòn, làm cho địch mất sức phản kích và khả năng phòng giữ, tiêu diệt một bộ phận quân Mỹ. Thực hiện chủ trương này, đêm 17-2-1968, trung đoàn 96 và 208 ĐKB pháo kích sân bay Tân Sơn Nhất, Nha cảnh sát đô thành, căn cứ Sư đoàn bộ binh số 1 Mỹ ở Phú Lợi. Kết quả theo bình luận của Hãng tin Anh BBC sáng 18-2, ở căn cứ Phú Lợi, "có ít nhất 400 người thương vong, nhiều kho tàng, máy bay bị phá huỷ". Đài này còn bình luận: "Đây là trận đánh khá trúng đích của Việt cộng". Với sân bay Tân Sơn Nhất "hoả tiễn rơi đúng phòng chờ đợi đang chật ních khách. Trong số 88 quân nhân Mỹ thuộc lực lượng tuần giang Cửu Long chờ máy bay về Mỹ, số đông bị chết, sáu máy bay bị phá hủy."
Ngày 2 tháng 3, quân Giải phóng thực hiện một cuộc phục kích gần sân bay Tân Sơn Nhất, khiến 48 lính Mỹ chết và hơn 100 lính bị thương

#### Tại Huế
Huế là một trong ba thành phố quan trọng ở Trung - Nam Bộ nên cũng là một trong ba trọng điểm của cuộc Tổng tiến công và nổi dậy Tết Mậu Thân 1968. Đây là thành phố lớn thứ ba của miền Nam (sau Sài Gòn và Đà Nẵng). Lực lượng Mỹ và Việt Nam Cộng hòa ở đây khá mạnh, toàn mặt trận Huế có khoảng 25.000 đến 30.000 quân (nòng cốt là Sư đoàn 1 bộ binh).
2 giờ 33 phút ngày 30-1-1968, pháo binh Quân giải phóng đồng loạt bắn phá các mục tiêu địch ở khu Tam giác, khu Phan Sào Nam, Phú Bài, Động Toàn, Đông Ba, mở đầu cho tổng tiến công vào Nội đô Huế. Sau loạt pháo mở màn, lực lượng quân Giải phóng trên hai hướng cùng lúc đánh vào 40 mục tiêu trong và ngoại thành Huế.

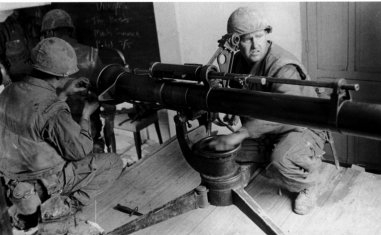
Súng không giật 106mm của Mỹ bắn đạn đinh có sức sát thương và phá hủy hàng loạt rất cao

Đại đội 1 (Tiểu đoàn 12 đặc công) và Đại đội 2 (Tiểu đoàn 1, Trung đoàn 6) đánh vào Mang Cá. Do không nắm chắc địa hình, các đơn vị phải dùng sức mạnh để đột phá vào cổng chính. Trận đánh ác liệt kéo dài, thương vong mỗi lúc một tăng. Đến 11 giờ trưa, toàn bộ lực lượng đặc công phải rút ra. Trận đánh vào Mang Cá chấm dứt.
Trong lúc đánh Mang Cá thì Đại đội 2 (Tiểu đoàn 12 đặc công) phối hợp với Đại đội 1 (Tiểu đoàn 1, Trung đoàn 6) đánh chiếm sân bay Tây Lộc. Được cơ sở bên trong hỗ trợ, một bộ phận đánh sân bay bí mật đột nhập qua cổng Thủy Quan, nhanh chóng theo sông Ngự Hà vào chiếm góc tây nam sân bay (gồm khu nhà lính bảo vệ và một phần khu vực để máy bay), phá hủy 20 máy bay và một số xe quân sự.
Tại khu Đại Nội, Cột Cờ, 2 giờ 40 phút ngày 30-1-1968, Đại đội 4 đột phá cửa Hữu, dùng một mũi thọc sâu nhanh chóng chiếm khu Cột Cờ lúc 4 giờ 30 phút. Còn lại đại bộ phận của Đại đội 4 cùng Đại đội 3 theo đường Yết Kiêu, Lê Huân đánh vào khu Đại Nội. Đến 5 giờ sáng quân Giải phóng chiếm toàn bộ khu Đại Nội, diệt một đại đội thám báo và 130 cảnh sát. 8 giờ sáng, lá cờ của Mặt trận Dân tộc giải phóng miền Nam Việt Nam được kéo lên trên cột cờ báo hiệu đã làm chủ trung tâm thành phố Huế. Đến ngày 1-2, phần lớn Huế với 90% dân chúng đã nằm trong tay lực lượng quân Giải phóng.

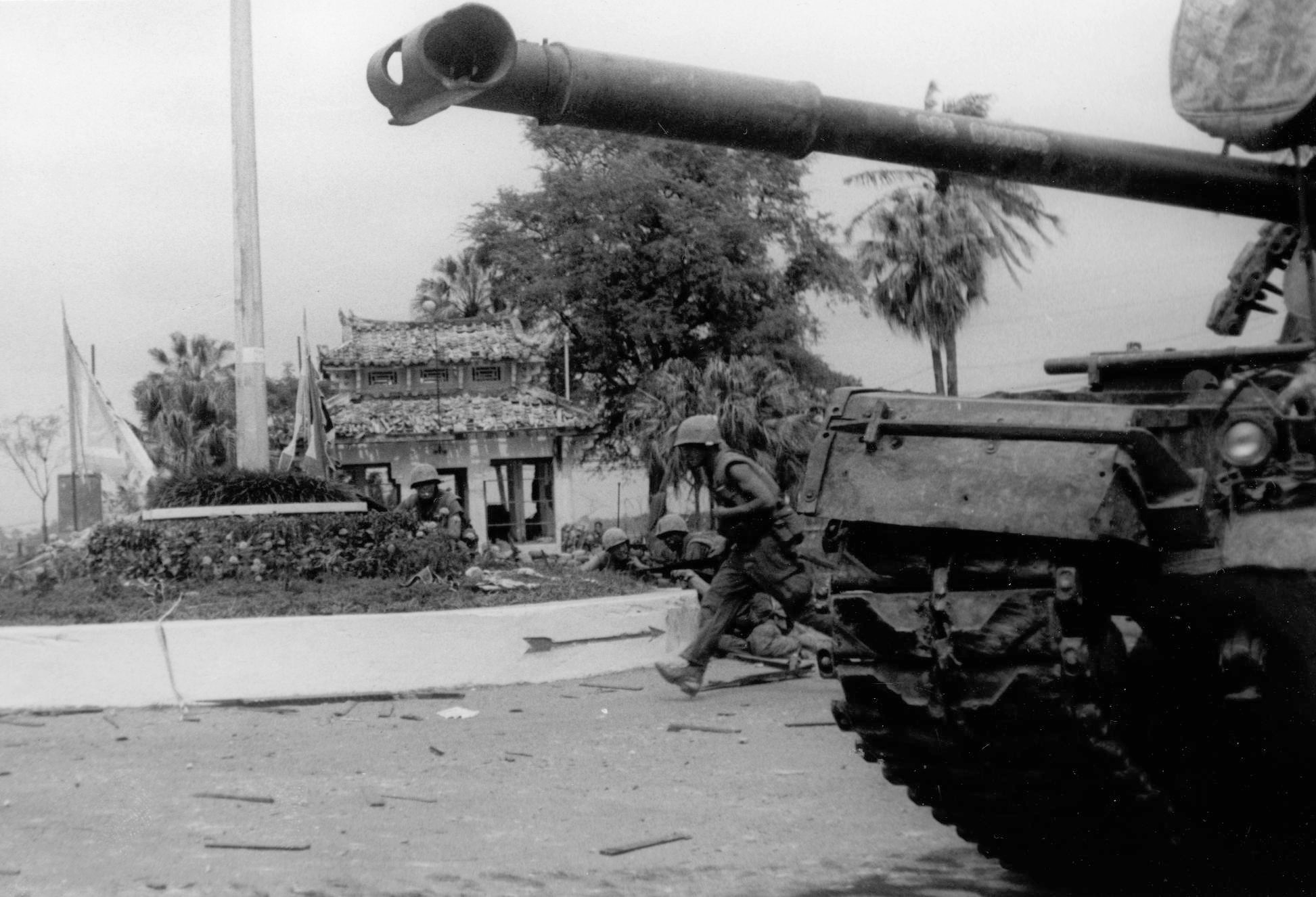
Thủy quân lục chiến Mỹ được xe tăng M48 Patton yểm trợ tấn công vào Huế

Nhìn chung, trong những ngày đầu tổng tiến công và nổi dậy ở thành phố Huế, quân Giải phóng đánh chiếm được một số mục tiêu chủ yếu, đồng thời phát động quần chúng nổi dậy giành được chính quyền ở nhiều nơi. Mặt trận Liên minh dân tộc, dân chủ và hoà bình thành phố ra đời, tiếp đó Uỷ ban nhân dân cách mạng Thừa Thiên Huế được thành lập. Đó là một thắng lợi chính trị to lớn. Hãng tin Pháp AFP ngày 7-2-1968 đã bình luận: "Sau một đêm đánh nhau, Việt cộng đã kiểm soát 90% dân chúng thành phố Huế. Ngay sáng hôm sau, bộ máy hoạt động và cổ động chính trị của Mặt trận Dân tộc Giải phóng đã bắt tay vào làm việc. Rõ ràng họ có một tổ chức mạnh mẽ trong thành phố này vì họ có thể huy động rất nhiều người ra làm việc cho họ". Còn Hãng tin Anh Roitơ (cũng ngày 7-2-l968) thì viết: "Sau 5 ngày đánh nhau ác liệt giành giật từng ngôi nhà, Việt cộng vẫn chiếm hơn một nửa thành phố Huế và quân đồng minh tiến dần từng bước một cách vất vả. Các nhà quân sự ở đây cảm thấy rằng quân Việt cộng chứng tỏ là họ có thể vào và ra Huế bất cứ khi nào họ muốn. Cho đến nay không có dấu hiệu nào tỏ ra là họ có ý định rút lui".
Sau những thất bại ban đầu, từ ngày 8-2-1968, quân Mỹ bắt đầu huy động lực lượng phản kích dữ dội. Mỹ huy động cả lực lượng tổng dự bị từ Sài Gòn ra (Chiến đoàn A thủy quân lục chiến Việt Nam Cộng hòa) và từ Vùng I chiến thuật tới. Ngày 11-2, Tiểu đoàn 1 (Trung đoàn 5) thủy quân lục chiến Mỹ cũng được tăng cường cho khu Tam giác, đưa quân số ở đây lên 16 tiểu đoàn, khoảng gần 15.000 quân cả Mỹ lẫn Việt Nam Cộng hòa.
Từ ngày 9-2 đến ngày 12-2, quân Giải phóng phải liên tục chống phản kích. Không còn khả năng tiến công, quân Giải phóng chuyển sang tổ chức phòng ngự, ngăn chặn phản kích quyết liệt đồng loạt trên bốn cổng thành (cửa Chánh Tây, cửa Hữu, cửa Thượng Tứ, cửa Đông Ba) và từ quốc lộ 1 vào An Hoà.
Ngày 16 và 17-2, quân Mỹ lại tổ chức phản kích dữ dội và chiếm được cả Đông Ba. Ngày 18-2, quân Mỹ chiếm cổng Thủy Quan, uy hiếp cửa Hữu, cửa An Hoà và cửa Thượng Tứ. Tình hình xấu đi rõ rệt. Mỹ đã tăng cường cho khu Mang Cá và Đông Ba một tiểu đoàn Thủy quân lục chiến để cùng lực lượng từ bên ngoài bao vây tiêu diệt quân Giải phóng đang giữ phần còn lại ở tả ngạn thành phố. Lực lượng quân Giải phóng bị đẩy lùi dần vào trong thành nội.
Chính vào thời điểm này, Mỹ ồ ạt tăng quân lên 23 tiểu đoàn (11 tiểu đoàn trong thành phố, 12 tiểu đoàn ở vòng ngoài), yểm trợ bởi hàng trăm xe tăng - thiết giáp nhằm đánh chiếm thành Huế. Sức ép của quân Mỹ ngày càng tăng. Trước tình hình đó, để bảo toàn lực lượng, tránh bị bao vây ngày 22-2-1968, Khu ủy Trị - Thiên và chỉ huy mặt trận Huế quyết định rút toàn bộ lực lượng ra ngoài thành phố.

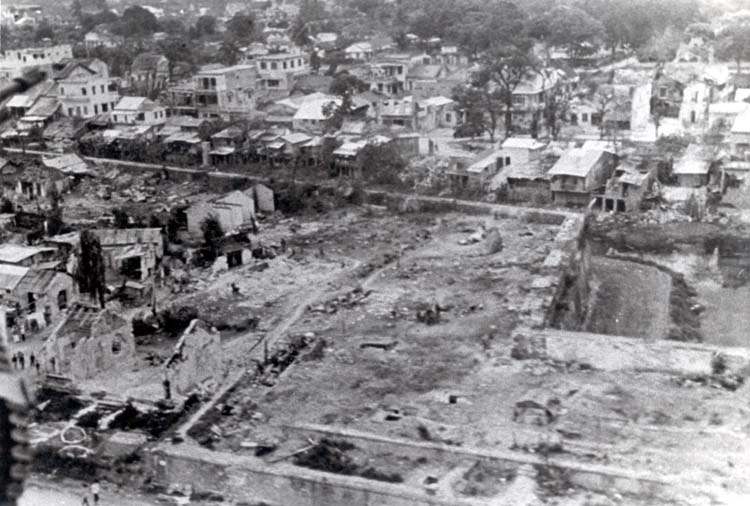
Một góc thành phố Huế bị tàn phá trơ trụi. Ảnh chụp từ máy bay Mỹ

Sau 25 ngày chiến đấu, quân Mỹ và Đồng minh có hơn 4.400 thương vong, quân Giải phóng cũng có hơn 4.000 thương vong. Tuy tổn thất lớn và phải rút lui, song với việc giữ được thành phố 25 ngày, quân Giải phóng tại Huế đã tạo thành công lớn nhất và giữ được thành phố lâu nhất so với các thành phố khác, góp phần quan trọng vào thắng lợi chung về chính trị của tổng tiến công và nổi dậy trên toàn Miền.
Bên cạnh tác động chính trị là tác động tâm lý. Để giúp tiêu diệt quân Giải phóng, quân Mỹ dùng pháo hạm và máy bay ném bom bắn phá suốt ngày đêm. Các loại vũ khí có sức sát thương hàng loạt như pháo không giật 107mm bắn đạn tổ ong (mỗi viên khi nổ sẽ văng ra gần 5 vạn mảnh đinh sát thương), bom napalm, đạn pháo tăng, súng phun lửa... được sử dụng tối đa. Bên cạnh việc giúp tiêu diệt đối phương, những vũ khí này cũng gây tác hại rất lớn cho dân thường. Theo thống kê, sau 25 ngày chiến sự, 80% nhà cửa ở Huế đã bị bom đạn phá hủy, hàng ngàn thường dân cũng chết trong các cuộc giao tranh.. Những hình ảnh tàn phá ghê gớm tại Huế được trình chiếu đã góp phần lớn nhất thúc đẩy tâm lý phản chiến của dân Mỹ.
Một số tài liệu Mỹ và phương Tây cho rằng trong lúc chiếm giữ Huế, quân Giải phóng đã xử tử nhiều nhân viên quân sự và dân sự thuộc chính phủ Việt Nam Cộng hòa. Theo ông Mark Woodruff, một báo cáo của Mặt trận Dân tộc Giải phóng bắt được ngày 25 tháng 4 năm 1968 ghi rằng họ đã "diệt 1.892 nhân viên hành chánh, 38 cảnh sát, 790 tên ác ôn, sáu đại úy, 1 trung úy, 20 thiếu úy và nhiều sĩ quan trừ bị..." tại Huế. Ngược lại, phía quân Giải phóng và một số tài liệu Mỹ và phương Tây cho biết: Cái gọi là "cuộc thảm sát" chỉ là đòn tâm lý chiến mà Mỹ dựng lên, thực tế bom Mỹ đã làm nhiều thường dân chết lẫn lộn cùng binh lính hai bên. Quân Giải phóng đã tự chôn cất thường dân chết do hỏa lực của Mỹ, do vậy Hoa Kỳ mới phát hiện xác thường dân trong các ngôi mộ tập thể. Vào thời điểm đó, một số hãng thông tấn nước ngoài và các nhà báo độc lập đã đến kiểm chứng các hố chôn tập thể, nhưng bị phía Mỹ và Việt Nam Cộng hòa ngăn cản.

#### Tổn thất của các bên
Theo thống kê của Mỹ và Việt Nam Cộng hòa, Quân Giải phóng đã có đến 97 tiểu đoàn và 18 đại đôi trực tiếp tham chiến, tổng cộng khoảng 323.500 người. Số tổn thất từ ngày 29/1 đến 29/2/1968 được Mỹ ước tính là khoảng 41.000 người, trong tháng 3 là 17.192 người, tuy nhiên họ cũng nhận định con số ước tính này bị trội hơn so với thực tế (căn cứ theo khảo sát của phái đoàn Bộ Tổng tham mưu) Theo số liệu Cục tác chiến của Quân Giải phóng, tổn thất của họ trong đợt 1 (từ 29/1 tới hết tháng 3) vào khoảng 17.000 binh sĩ tử trận và 20.000 bị thương, tức là bằng khoảng 2/3 so với ước tính của đối phương
Tổn thất của quân đội Hoa Kỳ và quân đội các nước khác (gồm (Hàn Quốc, Úc, New Zealand, Thái Lan) theo thống kê của họ là 4.124 chết, 19.295 bị thương, 604 mất tích. Quân lực Việt Nam Cộng hòa tổn thất 4.954 chết, 15.917 bị thương, 926 mất tích. Tổng cộng tổn thất của quân đội Hoa Kỳ và đồng minh của họ là 9.078 chết, 35.212 bị thương, 1.530 mất tích. Về trang bị, Hoa Kỳ bị tổn thất 552 máy bay các loại bị phá hủy hoặc bị hư hại nặng Nhiều kho đạn, kho xăng dầu tại các căn cứ quân sự cũng bị quân Giải phóng dùng đặc công hoặc pháo kích phá hủy.

#### Thành công
Quân Giải phóng đã đạt được những thành công sau:
- Giữ được bí mật bất ngờ về mục tiêu và thời điểm tiến công: 10 ngày trước, hai sư đoàn Quân Giải phóng miền Nam Việt Nam đã có hành động nghi binh bằng cách tấn công căn cứ của lính thủy đánh bộ Mỹ tại Khe Sanh làm bộ chỉ huy Mỹ tập trung tâm trí và binh lực lên miền núi Quảng Trị để tránh một trận Điện Biên Phủ mới[72]. Việc lực lượng quân Giải phóng tiến công vào các đô thị không hề được lường trước, làm cho Mỹ và Việt Nam Cộng hòa hoàn toàn bất ngờ khi một bộ phận sĩ quan và binh lính (kể cả Tổng thống Nguyễn Văn Thiệu) đang về quê nghỉ Tết Nguyên đán.
- Gây cho đối phương bất ngờ về quy mô tiến công: cuộc tiến công làm sửng sốt mọi người khi mà đồng loạt tại tất cả các đô thị cùng diễn ra các trận đánh quyết liệt trong gần một tháng (chỉ riêng đợt 1) và điều bất ngờ này cho thấy 3 năm tìm-diệt của quân đội Hoa Kỳ chỉ đạt được hiệu quả thấp. Để khuếch đại tiếng vang đến mức tối đa, các lãnh đạo của phía quân Giải phóng đã lựa chọn phương án mạo hiểm nhất là đánh thẳng vào hậu phương của địch, và đã tạo ra tiếng vang lớn.
- Chiếm được một số thị xã thành phố, gây thiệt hại đáng kể cho đối phương và qua đó tác động mạnh vào nhân tâm nước Mỹ: từng dãy phố bị ném bom napal và nã pháo, quân hai bên đánh nhau quyết liệt ngay trước máy quay, thậm chí tù binh bị hành quyết ngay trên phố (Xem Sự kiện Nguyễn Ngọc Loan)... Những điều này được truyền thông nhanh chóng, gây ấn tượng rất lớn lên tâm lý dư luận thế giới[73].
- Tại nông thôn, quân Giải phóng đã phá thêm 600 ấp chiến lược, giải phóng thêm 100 xã mới với hơn một triệu dân.[74]
- Về mặt tác chiến trong số các đô thị, quân Giải phóng đã phá hủy được 1/3 vật tư chiến tranh, loại khỏi vòng chiến hàng vạn quân Mỹ. Họ thành công nhất tại cố đô Huế (Xem Trận Mậu Thân tại Huế). Họ chiếm giữ thành phố lâu tới 25 ngày, buộc thủy quân lục chiến Mỹ và Quân lực Việt Nam Cộng hòa phải đánh nhau ác liệt giành giật từng khu nhà đoạn phố.
- Lực lượng Mỹ và Việt Nam Cộng hòa không lường trước được sự ủng hộ của người dân đối với Mặt trận Dân tộc Giải phóng miền Nam việt Nam

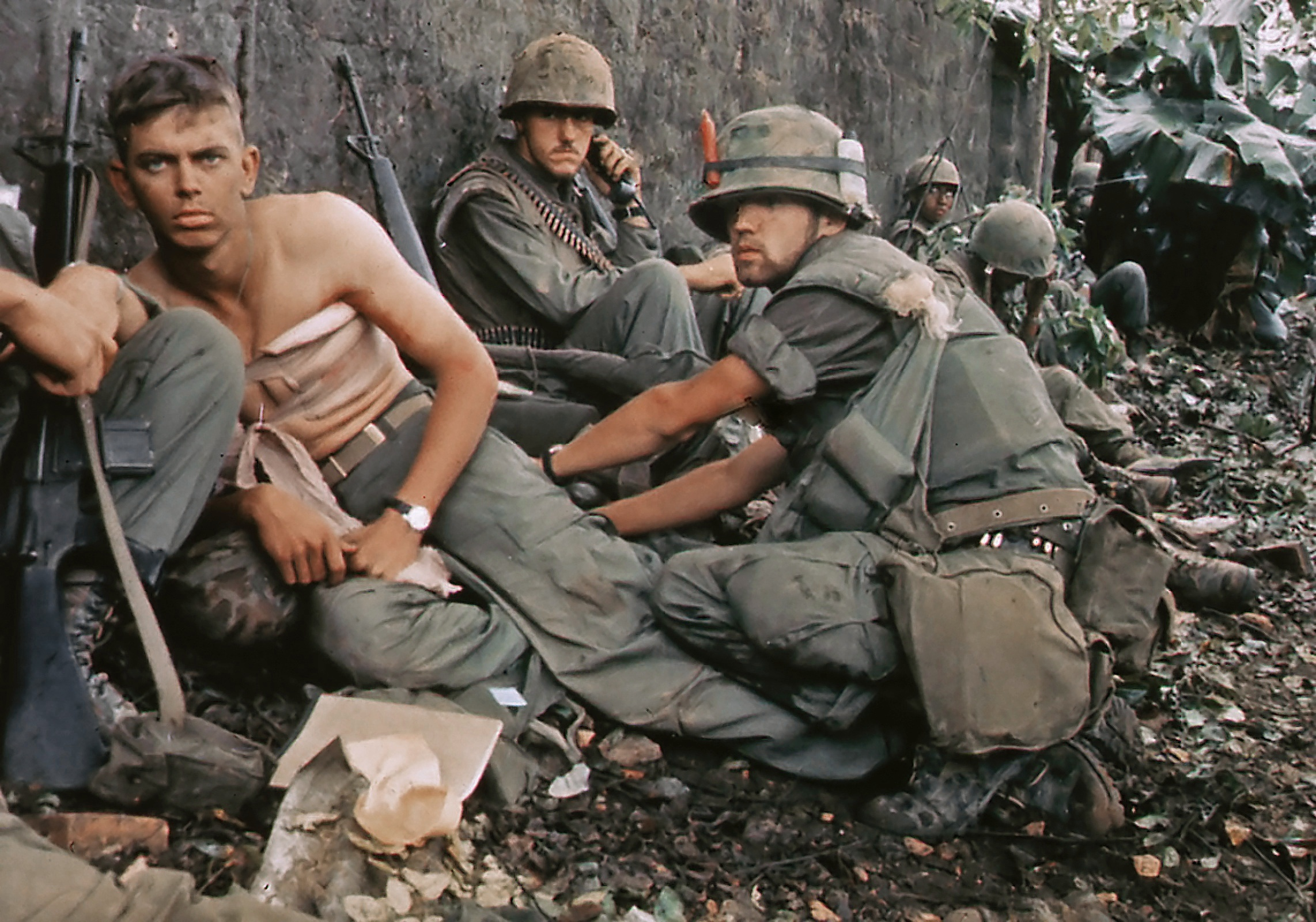
Quân Mỹ thương vong trong trận Mậu Thân

Tuy nhiên qua đợt 1, bên cạnh những thành công, quân Giải phóng đã có những dự đoán không đúng với tình hình: họ hy vọng cùng với tiến công quân sự đánh vào các đô thị, họ có thể phát động dân chúng nổi dậy tổng khởi nghĩa đánh sụp chính quyền Việt Nam Cộng hòa và đặt Mỹ trước tình thế phải đi đến quyết định ra đi khỏi chiến tranh. Kế hoạch trên dựa trên nhận định thấp về khả năng của đối phương và đánh giá quá cao khả năng của họ, nên trong thực tế quân Giải phóng đã bị thương vong lớn mà. Quá trình nổi dậy tổng khởi nghĩa không diễn ra đúng như kế hoạch mặc dù đã có hàng vạn người ở đô thị và ven đô tham gia.

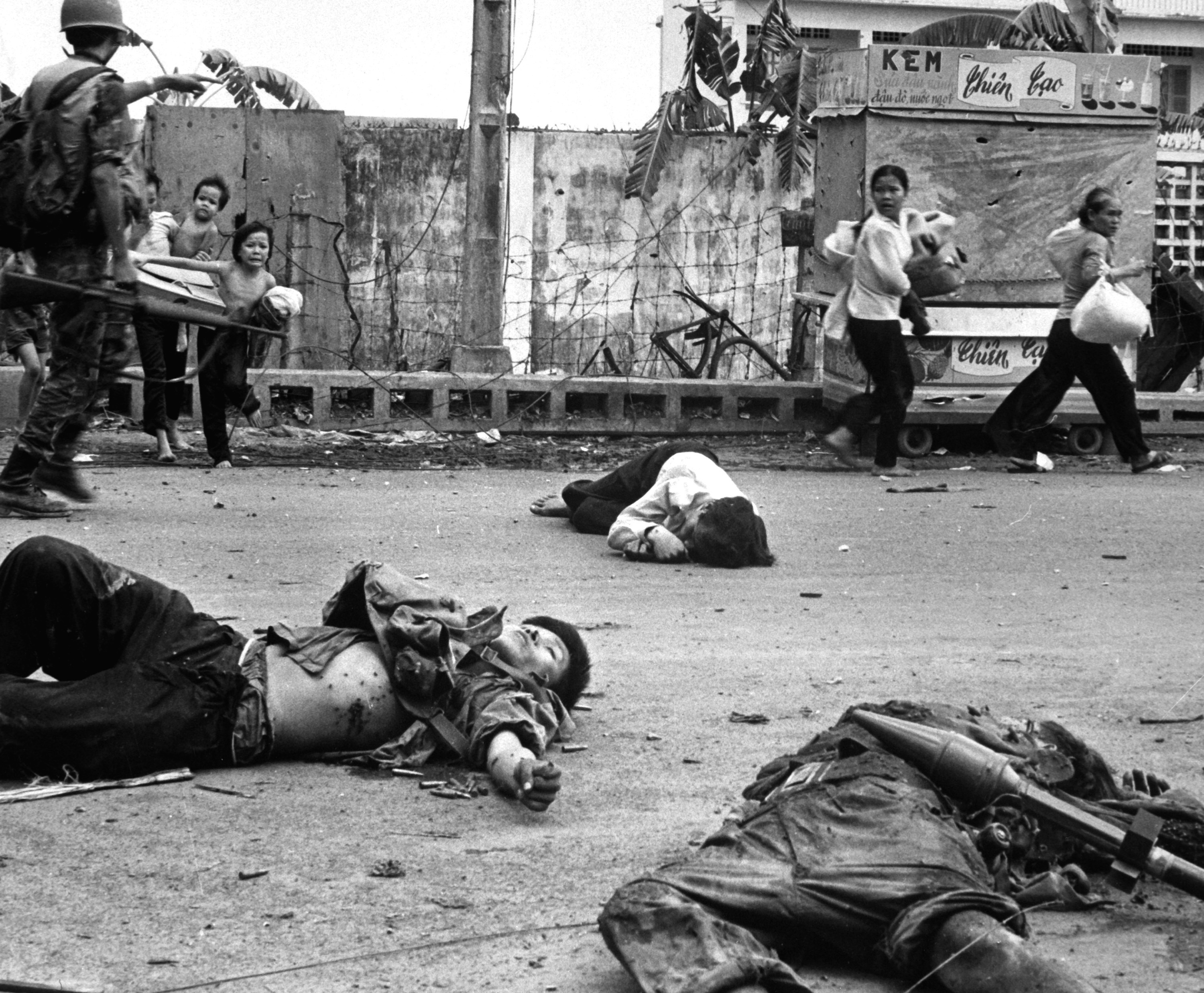
Xác quân Giải phóng trong Trận Mậu Thân

Mặt khác, trong quá trình phổ biến chủ trương chiến dịch, nhiều sĩ quan chỉ huy chiến đấu của quân Giải phóng đã không nắm rõ chủ trương của cấp trên khi phát động chiến dịch (đánh lớn gây tiếng vang hướng tới dư luận và chính giới Mỹ để buộc đối phương xuống thang, đàm phán), do vậy họ lại cho rằng mục tiêu chủ yếu của chiến dịch là đánh dứt điểm đối phương. Theo Đại tá Vũ Ba, ngày 18-1-1968 (13 ngày trước giờ nổ súng), Bí thư Lê Duẩn có gửi điện báo cho Trung ương Cục miền Nam, ông kể "Bức điện đó đại ý nói kế hoạch này chỉ nhằm làm lung lay ý chí xâm lược của địch, buộc địch phải chuyển giai đoạn chiến lược chứ không khẳng định mục tiêu giành chính quyền về tay nhân dân". Nhưng khi triển khai chỉ đạo này xuống dưới thì các địa phương chỉ phổ biến khả năng thắng lợi dứt điểm chứ không phổ biến các khả năng khác để khỏi ảnh hưởng đến quyết tâm của chiến sĩ. Cũng vì sự lệch nhau trong chỉ đạo này mà các chỉ huy địa phương đã lập kế hoạch tác chiến và tiến hành đánh theo kiểu trận đánh cuối cùng, không lập sẵn kế hoạch phòng thủ và rút lui, dẫn tới việc tác chiến giai đoạn sau bị lâm vào bị động đối phó
Cuối cùng, quân Giải phóng đã không linh hoạt thay đổi tuỳ theo tình hình. Khi đợt tấn công đầu tiên kết thúc, họ đã phát động tiếp đợt 2 vào tháng 5, đợt 3 vào tháng 8 khi mà kế hoạch đã bị lộ và đối phương đã đề phòng và chuẩn bị đón đánh, làm cho thiệt hại của Giải phóng quân càng lớn.
Đánh giá về những hạn chế của quân Giải phóng trong cuộc tổng tấn công Mậu Thân, báo Quân đội Nhân dân đã liệt kê các điểm như: đánh giá sai về tương quan lực lượng giữa hai bên dẫn đến việc đề ra mục tiêu tổng tấn công giành chính quyền một cách chủ quan, không kịp thời chuyển hướng hoạt động quân sự khi tình hình đã thay đổi.

### Chiến sự Đợt 2
Do phía Hoa Kỳ trì hoãn đàm phán Hội nghị Paris, mặt trận ngoại giao năm 1968-1972 quá lâu, nên Quân Giải phóng miền Nam Việt Nam buộc phải tiến hành đợt tấn công thứ 2.
Sau khi William Westmoreland bị cách chức, Nhà Trắng và Lầu Năm Góc giao cho Creighton Abrams làm Tư lệnh lực lượng đồng minh Mỹ ở Nam Việt Nam. Để thực hiện chiến lược "quét và giữ" có hiệu quả, giữa tháng 4-1968, Clípphớt, Bộ trưởng Quốc phòng Mỹ chỉ thị cho Bộ chỉ huy quân sự Mỹ ở Nam Việt Nam thực thi ba biện pháp cấp bách: một là, ra sức xây dựng tuyến phòng thủ vững chắc ở trong và xung quanh các thành phố, các căn cứ, các tiểu khu, chi khu quân sự các điểm chốt trên các trục đường giao thông. Hai là, lập những vành đai đủ sức ngăn chặn các cuộc tiến công mới của quân Giải phóng. Đẩy chiến tranh ra xa các thành phố, thị xã quan trọng có ý nghĩa chiến lược. Ba là, mở các cuộc hành quân càn quét (kể cả các cuộc hành quân cảnh sát) để giải toả các thành thị, căn cứ, đường giao thông, ngăn chặn triệt để Quân giải phóng tiến công.
Song song với đó, Tổng thống Mỹ Johnsơn, Đại sứ Bunker ra sức tuyên truyền cứu vớt hình ảnh chính trị trong dư luận Mỹ và thế giới đang lên án mạnh mẽ. Các phương tiện thông tin đại chúng Mỹ và Sài Gòn ngày đêm phát đi những tuyên bố của những nhà lãnh đạo Mỹ rằng: "Việt cộng và quân Bắc Việt Nam đã bị Mỹ và đồng minh truy kích; quân Mỹ và quân đội Sài Gòn đã nắm quyền chủ động chiến trường; Việt cộng đã đuối sức, hết hơi, v.v... để xoa dịu làn sóng đấu tranh của nhân dân Mỹ và những chất vấn của Quốc hội Hoa Kỳ, đồng thời trấn an tinh thần cho quân đội, chính quyền Sài Gòn.
Trước tình hình trên, ngày 24-4-1968, Bộ Chính trị và Quân ủy Trung ương họp phân tích, đánh giá tình hình và kết quả cuộc Tổng tiến công và nổi dậy Tết Mậu Thân, quyết định tổng tiến công và nổi dậy đợt 2.
Cuối tháng 3-1968, sau khi sơ bộ kiểm điểm đợt 1 tiến công vào Sài Gòn - Gia Định, Trung ương Cục và Quân uỷ Miền cử đại diện ra Hà Nội báo cáo về đề nghị cho chiến trường miền Đông Nam Bộ tiếp tục mở đợt 2 đánh vào Sài Gòn với lý do "yếu tố bất ngờ vẫn còn, mặc dù địch đã co về phòng giữ nội thành và vùng ven, nhưng chúng còn nhiều sơ hở, đợt 1 ta mới sử dụng bộ phận đặc công, một số đội biệt động, du kích mật và quần chúng. Các tiểu đoàn mũi nhọn, các trung đoàn khu vực, các sư đoàn chủ lực cơ động vẫn còn sung sức, quyết tâm lập công cao... Nếu ta khắc phục được khuyết điểm trong đợt 1 thì sức đột kích trong đợt 2 sẽ mạnh hơn nhiều và sẽ là một bất ngờ mới đối với địch"
Cùng thời gian này, để mở rộng mặt trận dân tộc đoàn kết chống Mỹ trong các tầng lớp nhân dân ở khắp các đô thị, ngày 20 và 21-4-1968, Liên minh các Lực lượng Dân tộc, Dân chủ và Hòa bình Việt Nam ra đời từ trong Tổng tiến công và nổi dậy Tết Mậu Thân, tổ chức Đại hội bầu ra Uỷ ban Trung ương Liên minh do Luật sư Trịnh Đình Thảo làm Chủ tịch.
Ngày 4.5.68, một chất nổ được mang trên xe taxi gồm 60 ký TNT, nổ lúc 13 giờ trưa khiến 3 người chết chừng 30 người bị thương và làm sụp một căn nhà gần Đài Truyền hình Sài Gòn, cơ quan tuyên truyền chủ chốt của Mỹ và chính phủ Sài Gòn. Vụ nổ này được xem là một hiệu lệnh của quân Giải phóng phát động cho các lực lượng chủ lực mở cuộc tấn công vào Sài Gòn vào ngày hôm sau.
Đúng 0 giờ 30 phút ngày 5-5-1968, cuộc tổng tiến công và nổi dậy đợt 2 trên toàn Miền đã nổ ra. Trong tuần lễ đầu tổng tiến công và nổi dậy (từ ngày 5 đến 12-5), quân Giải phóng đánh trúng 89 thành phố, thị xã, thị trấn, quận lỵ căn cứ địch từ Trị - Thiên đến Cà Mau, từ đồng bằng ven biển đến Tây Nguyên.
Trên chiến trường trọng điểm Sài Gòn - Gia Định, từ hướng tiến công chủ yếu phía tây thành phố, Trung đoàn 2 gồm các tiểu đoàn 267, 269, Tiểu đoàn 6 Bình Tân do Trung đoàn trưởng Võ Văn Hoàng chỉ huy tiến công cụm rađa Phú Lâm, phát triển vào Cầu Tre, tập kích đánh thiệt hại một tiểu đoàn biệt động quân, phát triển đánh chiếm khu vực đường Minh Phụng và Bình Thới.

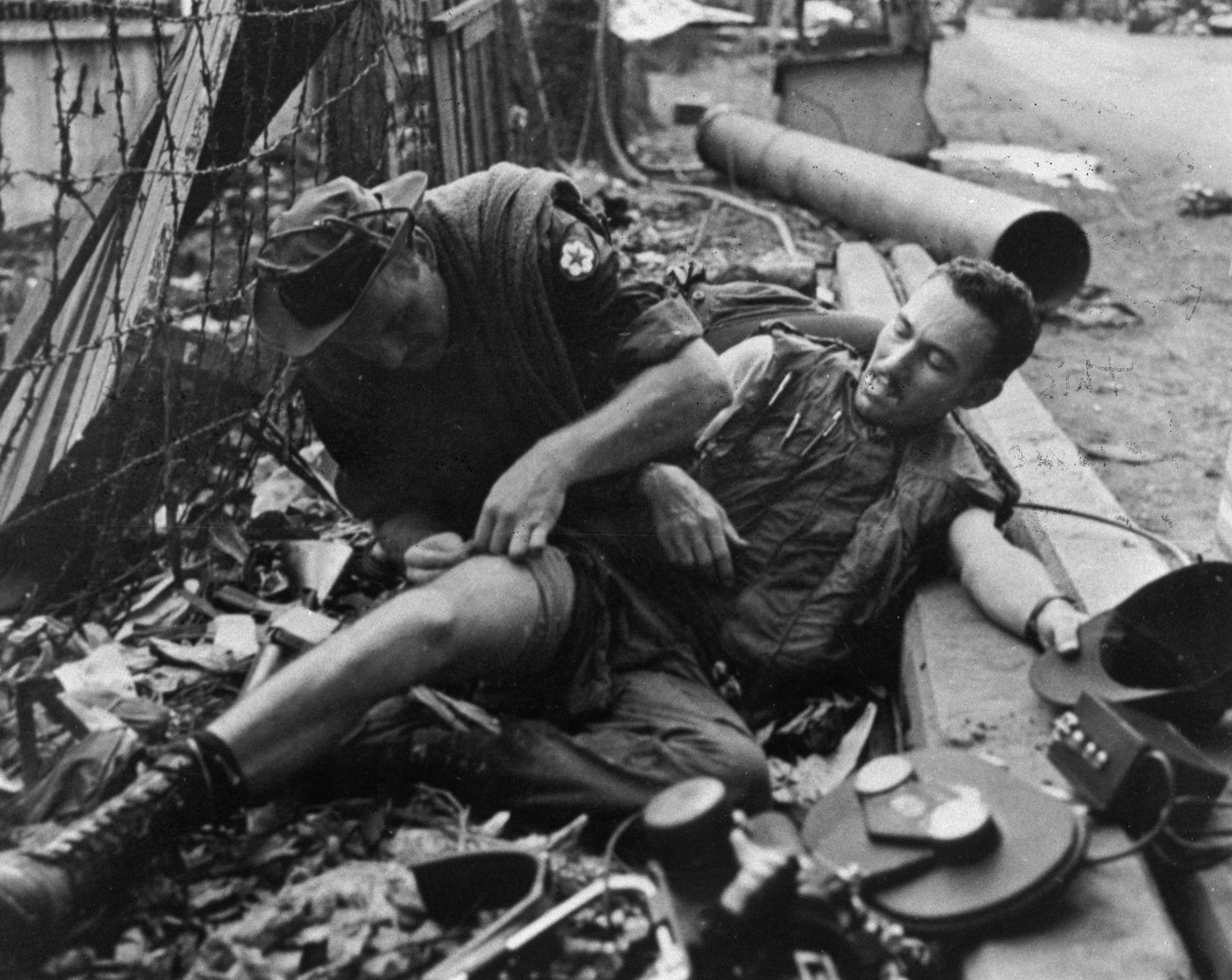
Một lính Mỹ bị thương tại Sài Gòn vào tháng 5

Trong hai ngày 7 và 8-5, đại bộ phận Trung đoàn 2 đã bám trụ chiếm lĩnh hai nhà cao tầng ở ngã tư đường Minh Phụng khống chế các điểm xuất phát tiến công của quân Mỹ từ Bình Thới xuống đến Duy Linh. Quân Mỹ - Việt Nam Cộng hòa cho hàng chục lần chiếc máy bay A-37 ném bom bắn phá hai nhà cao tầng gây nhiều đám cháy. Hai tiểu đoàn biệt động quân được hàng chục xe tăng M41 yểm trợ phản kích quyết liệt hòng đẩy quân Giải phóng ra khỏi ngã tư. Trận đánh trên đường Minh Phụng kéo dài gần một tuần (từ ngày 5 đến ngày 10-5), sau đó Trung đoàn 2 được lệnh chia thành hai hướng. Một tiểu đoàn cơ động về hướng bắc đánh địch ở khu vực nghĩa trang Phú Thọ. Hai tiểu đoàn còn lại tiến xuống phía nam Cầu Gỗ đánh chiếm khu vực Bình Tiên.
Cũng thời điểm trên, Trung đoàn 1 (Sư đoàn 9) lực lượng phối thuộc của Phân khu 2, sau khi đột phá qua một số tuyến ngăn chặn vòng ngoài đã tiến công khu vực ngã tư Bảy Hiền và một số mục tiêu xung quanh sân bay Tân Sơn Nhất. Tại khu nghĩa địa Pháp, quân dù (lực lượng dự bị chiến lược Việt Nam Cộng hòa) từ trong sân bay đánh tràn ra quyết ngăn chặn lực lượng quân Giải phóng đang phát triển. Một trận đánh ác liệt đã xảy ra ở khu mả Xây. Qua hai ngày chiến đấu (ngày 5 và 6-5) 2 bên đều thiệt hại đáng kể. Ngày 7-5, trung đoàn 1 được lệnh của Phân khu 2 lui về phía tây Bà Quẹo, tổ chức phòng ngự đánh phản kích.
Phân khu 1 đảm nhiệm hướng tây bắc, được Trung đoàn 16 chủ lực Miền hỗ trợ, tiến công sân bay Tân Sơn Nhất và một số mục tiêu xung quanh Bộ Tổng tham mưu Việt Nam Cộng hòa. Nhưng trong quá trình hành quân vào nội đô, Trung đoàn 16 và các tiểu đoàn độc lập của Phân khu 1 liên tục đụng đầu với các tiểu đoàn dù 1, 5, 7 Việt Nam Cộng hòa. Quân Giải phóng phải tổ chức phòng ngự ở An Phú Đông, Tân Thới Hiệp từ ngày 4 đến ngày 7-5. Ngày 8-5, để cải thiện vị trí đứng chân, các lực lượng Phân khu 1 và phối thuộc tập kích cụm xe cơ giới ở Tân Thới Đông và Tân Thới Trung, phá hỏng 50 xe các loại, diệt và làm bị thương 230 lính.
Cùng thời gian, hàng chục trận địa pháo hoả tiễn tiếp tục pháo kích căn cứ Đồng Dù, sân bay Tân Sơn Nhất, Tân Cảng, kho Long Bình... phá huỷ nhiều kho tàng quân sự Mỹ.
Giai đoạn 1 của cuộc tổng tiến công và nổi dậy đợt 2 trong nội đô đến ngày 12-5 tạm thời lắng xuống. Hầu hết các lực lượng chủ lực quân Giải phóng được lệnh rút ra vùng ven để củng cố tổ chức, vừa đánh địch càn quét vừa làm công tác chuẩn bị sẵn sàng bước vào giai đoạn 2. Những vấn đề nổi bật của giai đoạn 1 là, các phân khu thực hiện tương đối tốt nhiệm vụ trên giao, diệt được khá nhiều sinh lực và phương tiện chiến tranh đói phương. Tuy nhiên, qua giai đoạn 1 hoạt động tác chiến trong thành phố, nhìn chung các phân khu còn bộc lộ nhiều hạn chế về chỉ huy và điều hành lực lượng. Một số phân khu hoạt động ở hướng tây và nam vào được khu vực trên giao, nhưng lại không bám trụ được lâu dài do bị thương vong nhiều. Một số phân khu hoạt động ở hướng bắc và đông chỉ vào được cửa ngõ nội đô, chỉ tác chiến ở những mục tiêu thứ yếu.
Ngày 24-5-1968, quân Giải phóng thực hiện một loạt trận tiến công mới vào các mục tiêu quan trọng trong nội đô. Để mở rộng hoạt động quân sự, phân tán sự đối phó của đối phương ở hướng đông bắc, ngày 26-5, Bộ chỉ huy Miền chỉ thị cho các đơn vị đang hoạt động ở hướng tây và nam khẩn trương đưa lực lượng mở các đợt tiến công vào nội đô. Phối hợp với bộ binh chiến đấu ở nội đô, các đơn vị pháo binh từ vùng ven liên tiếp bắn phá sân bay Tân Sơn Nhất, bến cảng Sài Gòn, Bộ Tư lệnh Hải quân Việt Nam Cộng hòa, Toà đô chính, Sứ quán Mỹ, gây nhiều thiệt hại về vật chất và tinh thần.
Tại Chiến trường Khu V, Sư đoàn 3 bộ binh (thiếu một trung đoàn) của quân khu bám trụ ở Bình Định được lực lượng vũ trang tỉnh, huyện hỗ trợ, cùng một lúc tiến công tám mục tiêu trên đường số 1, đoạn từ cầu Ông Diệu đến huyện lỵ Phù Mỹ, nhằm kéo Lữ đoàn dù 178 Mỹ ra giải toả để tiêu diệt... Mở đầu cho cuộc tấn công và nổi dậy đợt hai ở Đà Nẵng là trận tập kích bãi xe Cẩm Bình của tiểu đoàn 89 đặc công, phá huỷ 56 xe, diệt một đại đội Mỹ. Đồng thời pháo binh bắn phá sân bay Đà Nẵng, hai sân bay trực thăng Xuân Thiều, Nước Mặn, căn cứ hải quân Sơn Trà, tổng kho An Đồn.
Khoảng 23 giờ đêm ngày 6-5, một đoàn xe chạy từ Phù Mỹ ra, lọt vào trận địa phục kích của Sư đoàn 3, bị bắn cháy 32 chiếc, hơn 100 lính trên xe bị diệt. Cùng thời gian, Tiểu đoàn 53 tổ chức đánh quân Mỹ đổ bộ đường không xuống thôn Tường Lâm, Mỹ Trung (Hoài Ân), loại khỏi vòng chiến đấu 130 lính Mỹ, bắn rơi 2 máy bay trực thăng. Ngày 24-5, một đoàn xe 26 chiếc chở quân Mỹ, được một chi đoàn thiết giáp hỗ trợ tiến vào xã Mỹ Trinh, bị bộ đội chủ lực và bộ đội địa phương chặn đánh diệt 16 chiếc.

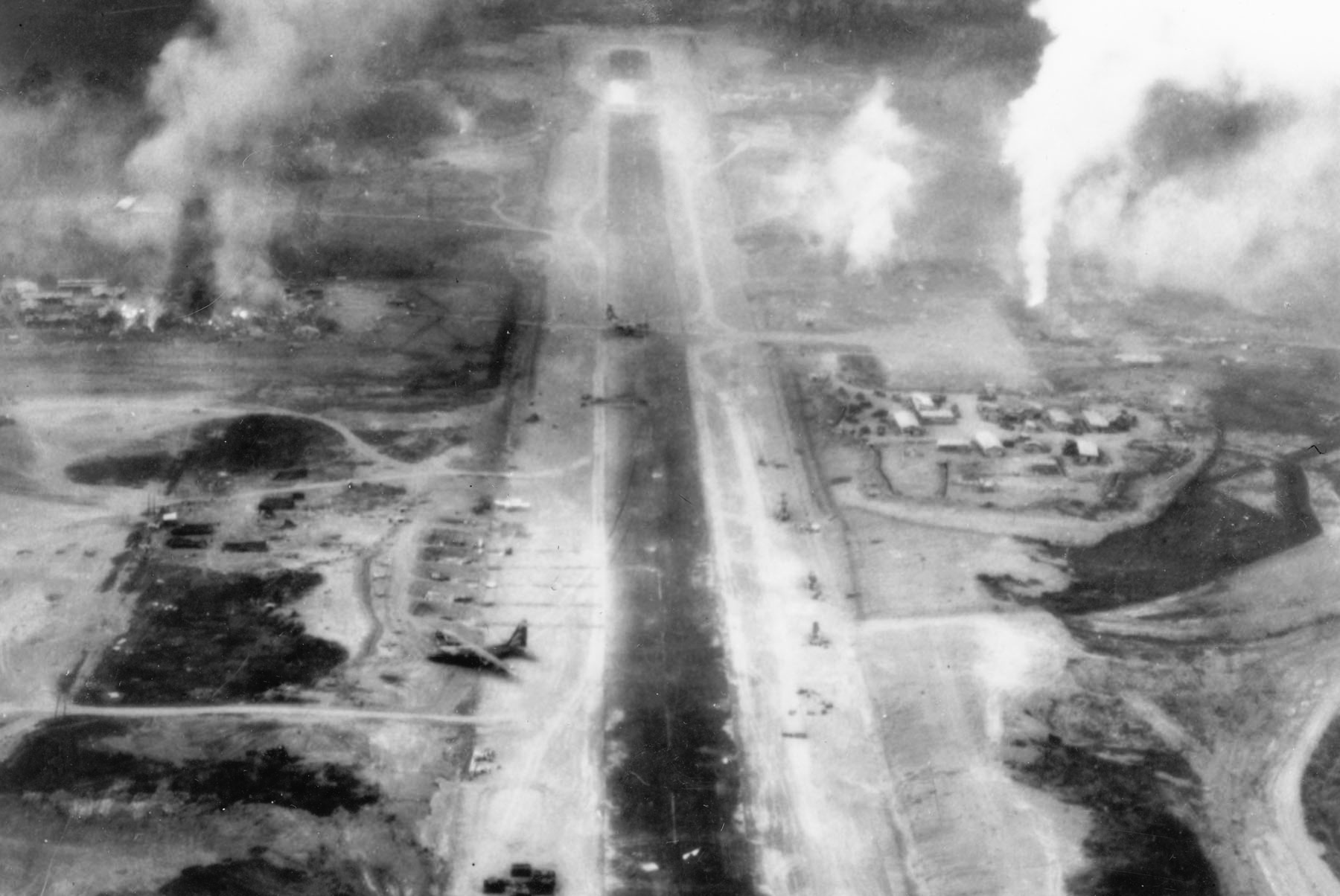
Căn cứ Khâm Đức bị quân Giải phóng tiêu diệt trong trận đánh từ ngày 10 đến 12-5

Đầu tháng 6-1968, Tiểu đoàn 40 đặc công tỉnh tập kích diệt hai đại đội Mỹ ở gò Ông Thường, xã Hoài Thanh và cầu Ông Tú, xã Hoài Châu. Giữa tháng 7, Tiểu đoàn 53 phục kích trên quốc lộ 1 đoạn Tam Quan đi Chợ Cát, loại khỏi vòng chiến đấu gần 200 lính Mỹ - Việt Nam Cộng hòa, bắn cháy 15 xe (có 4 xe bọc thép), 2 máy bay, 2 pháo 105 mm. Đặc công Đ10 tập kích cứ điểm tháp Bánh Ít, diệt 30 lính, đánh sập 8 lô cốt, đốt cháy 2 kho xăng. Giữa tháng 6, Tiểu đoàn 50 được bộ đội địa phương huyện và du kích phối hợp, chặn đánh một tiểu đoàn Nam Triều Tiên càn quét xã Cát Thắng, loại khỏi vòng chiến đấu gần 100 lính.
Nổi bật nhất trong chiến sự đợt 2 ở Khu V là Trận Khâm Đức, 2 trung đoàn của Sư đoàn 2 sau 2 ngày tiến công liên tục từ 10 đến 12-5 đã tiêu diệt hoàn toàn trại quân sự Khâm Đức do gần 1.000 lính Mỹ và 500 lính Việt Nam Cộng hòa trấn giữ, diệt gần 500 lính, bắt sống 104 lính khác và bắn rơi 9 máy bay.
Ở mặt trận bắc Tây Nguyên đầu tháng 4-1968, Sư đoàn 1 từ hướng đường 18 - Plây Cần hành quân sang hướng tây Kon Tum đánh quân Mỹ nống ra các khu vực Chư Tang Kra, Chư Mo, Chư Tô Bla, Chư Ben... Nổi bật nhất là những trận đánh cắt giao thông trên các mạng đường quốc lộ, tỉnh lộ ba tỉnh. Sáng ngày 9-5, một đoàn xe cơ giới Mỹ chạy trên đường 14 (Plâycu - Kon Tum) bị lực lượng vũ trang Gia Lai phục kích diệt tám chiếc. Ngày 28-5, Trung đoàn 95 đánh đoàn xe quân sự Mỹ trên đường 19 (An Khê - Măng Giang) diệt 20 chiếc (có 5 xe tăng, xe bọc thép). Nửa tháng sau cũng trên đoạn đèo này, Trung đoàn 95 phục kích diệt 25 xe, loại khỏi vòng chiến đấu gần 100 lính. Tổng kết lại, Suốt trong hai tháng 5 và 6, với các hình thức tác chiến phục kích, tập kích, vận động tiến công kết hợp chốt, Sư đoàn 1 đã loại khỏi vòng chiến đấu 1.160 lính, bắn rơi 72 máy bay, phá huỷ 42 xe quân sự.
Cuộc tổng tiến công giai đoạn hai đợt 2 kéo dài đến ngày 13-6 kết thúc. Với tinh thần "đợt sau cao hơn đợt trước", các tiểu đoàn "cảm tử" của quân Giải phóng đã gây nhiều bất ngờ về chiến thuật và khả năng chiến đấu thọc sâu trong thành phố, tiếp tục gây nhiều thiệt hại cho quân Mỹ - Việt Nam Cộng hòa. Mặc dù vậy, các đơn vị bộ đội chủ lực, lực lượng vũ trang địa phương phải chiến đấu trong khi yếu tố bí mật không còn, đối phương tăng cường triển khai đối phó, hầu hết các cuộc hành quân tiếp cận đều bị ngăn chặn, nhiều đơn vị không đến được mục tiêu trên giao.

### Chiến sự Đợt 3
Sau 2 đợt của cuộc tổng tiến công, song song với việc tìm cách làm "yên lòng" dư luận thế giới và nhân dân Mỹ, tại miền Nam Việt Nam, Mỹ tìm mọi cách tăng cường sức mạnh quân sự hòng giành lại thế chủ động trên chiến trường. Một mặt, Mỹ ráo riết thực hiện kế hoạch "bình định cấp tốc" ở nhiều vùng nông thôn rộng lớn, ra sức bắt lính, đôn quân, tiếp tục chiến tranh. Chỉ tính từ ngày 19 tháng 6 năm 1968, khi Nguyễn Văn Thiệu ra lệnh tổng động viên đến cuối năm 1968, chính quyền Sài Gòn chẳng những bù đắp đủ cho số quân đã mất, mà còn nâng tổng quân số từ 552.000 (11 sư đoàn, 11 trung đoàn) trong năm 1967 lên 555.000 (12 sư đoàn, 9 trung đoàn) vào cuối tháng 12 năm 1968.
Cùng với gia tăng quân Việt Nam Cộng hòa, Mỹ đã chuyên chở một khối lượng lớn vũ khí, đạn dược, phương tiện chiến tranh hiện đại vào Nam Việt Nam để bù đắp số mất mát, hư hỏng qua hai đợt tổng tiến công và nổi dậy, đồng thời thay thế một số chủng loại vũ khí cũ bằng vũ khí hiện đại hơn. Đến cuối năm 1968, tại Nam Việt Nam đã có 535.000 lính Mỹ và 65.791 lính thuộc quân đội các nước phụ thuộc Mỹ, được biên chế trong 9 sư đoàn, 5 lữ đoàn quân Mỹ, 2 sư đoàn và 3 trung đoàn quân các nước phụ thuộc.
Về phía quân Giải phóng miền Nam, qua hai đợt tổng tiến công liên tục Tết và tháng 5 lực lượng và vũ khí, đạn dược đã bị tổn thất lớn, chưa kịp bổ sung. Bên cạnh đó, lực lượng bí mật ém trong nội thành và phần lớn cơ sở - nơi cất giấu vũ khí, trang bị, chỗ đứng chân, nơi xuất phát tiến công cho các đợt tiến công tiếp sau đã bị lộ, bị đánh phá mất gần hết. Tại Sài Gòn, mặc dù thời cơ đã mất, nhưng "Không khí tổng công kích - tổng khởi nghĩa vẫn còn, nhưng có kèm theo tâm lý cay cú ở một số đồng chí muốn tấn công vào Sài Gòn như hai đợt trước". Ở mặt trận Quảng - Đà (Khu V) và một số mặt trận khác, do còn giữ được thế và lực còn mạnh, nên Bộ Tư lệnh Khu V đã đề nghị Trung ương cho mở tiếp đợt 3 tổng tiến công và nổi dậy. Ngược lại, cũng có nhiều nơi xin tạm dừng tiến công để xốc lại đội hình, bổ sung, củng cố lực lượng, vũ khí trang bị.
Sự kiện đáng chú ý trong giai đoạn này là việc chiến dịch Đường 9 - Khe Sanh đã kết thúc với việc quân Mỹ tại Khe Sanh đã bị buộc phải phá hủy căn cứ và rút chạy khỏi đây do sức ép của quân Giải phóng. Cuộc rút quân được diễn ra bí mật, nhưng cuối cùng vẫn bị lộ ra và bị báo chí Mỹ đưa tin rầm rộ. Vụ việc này góp phần khuếch đại thành công chiến lược, đẩy mạnh phong trào phản chiến tại Mỹ và cũng làm tăng khí thế cho quân Giải phóng.
Nhằm thống nhất chủ trương hoạt động trên chiến trường, ngày 24 và 25-7-1968, Thường trực Quân uỷ Trung ương, gồm: Lê Duẩn, Võ Nguyên Giáp, Văn Tiến Dũng, Song Hào, Trần Quý Hai họp bàn kế hoạch hoạt động trong Đông - Xuân (1968 - 1969). Ngoài ra, Thường trực Quân uỷ Trung ương còn mời thêm Hoàng Anh, Lê Trọng Tấn, Trần Sâm, Đinh Đức Thiện, Nguyễn Đôn... cùng tham dự cuộc họp.
Bộ Chính trị xác định: "Để tạo ra bước ngoặt cho cách mạng miền Nam trong năm 1968, cần phải cố gắng diệt cho được 70 - 80% lực lượng dự bị chiến lược của Mỹ - ngụy". Đánh mạnh vào Sài Gòn, còn ở Đà Nẵng thì tuỳ theo khả năng mà đánh ở quy mô thích hợp. Song, dù thế nào cũng phải đẩy mạnh hoạt động ở nông thôn để tạo điều kiện cho đánh lâu dài. Đồng thời, đưa lực lượng dự bị chiến lược vào đứng chân ở Tây Nguyên chờ thời cơ. Để tránh bị bất ngờ, đại tướng Võ Nguyên Giáp đề nghị: phải có phương án dự kiến thời cơ đến trước trong kế hoạch hoạt động Đông - Xuân. Mục tiêu của đợt 3 Tổng tiến công và nổi dậy Mậu Thân 1968 vẫn được Bộ Chính trị xác định: chiến trường Sài Gòn, Gia Định và miền Đông Nam Bộ, Khu V là hướng phối hợp, trọng điểm là Quảng Đà. Thời gian nổ súng được ấn định vào ngày 17-8, kết thúc vào ngày 28-9-1968.
Thực hiện quyết định của Bộ Chính trị và Trung ương Cục miền Nam, mặc dù yếu tố bí mật, bất ngờ không còn, song lực lượng pháo binh, đặc công, biệt động đã phối hợp đồng loạt tiến công trên 27 thành phố và thị xã, hơn 100 thị trấn, quận lỵ, chi khu quân sự, 47 sân bay các loại, 3 tổng kho hàng hoá quân sự 6 bộ tư lệnh cấp sư đoàn của Mỹ và Sài Gòn.

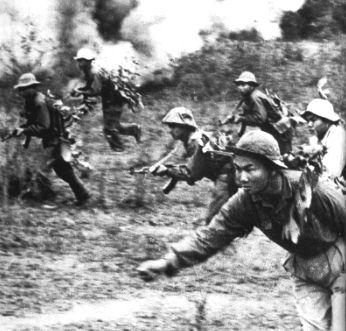
Quân Giải phóng vận động tiến công

Trên địa bàn Sài Gòn, Chợ Lớn và các tỉnh miền Đông Nam Bộ, sau khi chống trả với đợt Tổng tiến công và nổi dậy tháng 5, Mỹ đã tập trung 38 tiểu đoàn Mỹ, 4 tiểu đoàn quân các nước phụ thuộc Mỹ và 61 tiểu đoàn chủ lực Việt Nam Cộng hòa, tổng cộng 90.000 quân cùng lực lượng địa phương tại chỗ tổ chức hệ thống phòng thủ bảo vệ Sài Gòn, với chiều sâu khoảng 100 km, chia làm ba tuyến. Đứng trước tình hình này, Bộ Chính trị chấp nhận: trong đợt 3, trọng tâm tiến công được chuyển ra vòng ngoài, hướng chủ yếu là địa bàn hai tỉnh Tây Ninh và Bình Long, các địa bàn còn lại là hướng phối hợp. Riêng với nội đô Sài Gòn - Gia Định và các thành phố, thị xã khác chủ yếu sử dụng lực lượng pháo binh và biệt động, đặc công bí mật luồn sâu tập kích vào các mục tiêu quan trọng, gây mất ổn định trong các cơ quan chỉ huy đầu não của địch; đồng thời, đưa cán bộ thâm nhập vào nội thành củng cố, ráp nối lại các cơ sở cũ, xây dựng thêm các cơ sở mới, từng bước củng cố lại phong trào.
Ngày 17-8-1968, chiến dịch chính thức mở màn. Tại hướng chủ yếu, các trận tiến công của quân Giải phóng diễn ra như ý định và phát triển tốt. Điển hình là ngay trong đêm 17, Trung đoàn 3 (thiếu một tiểu đoàn) thuộc Sư đoàn 9 bất ngờ tập kích cụm cứ điểm Trà Phí, loại khỏi vòng chiến đấu khoảng 400 lính Mỹ, phá huỷ, phá hỏng 31 xe cơ giới các loại và 6 khẩu pháo. Trên trục đường số 22, Trung đoàn 33 (Sư đoàn 5) tổ chức phục kích đánh ba trận liên tục đạt kết quả tốt; trong đó nổi bật nhất là trận ngày 19-8, Trung đoàn diệt một tiểu đoàn bộ binh cơ giới và phá 57 xe bọc thép Mỹ.
Tiếp đó, đêm 21-8, cùng lúc Trung đoàn 3 (Sư đoàn 9) tập kích căn cứ Mỹ tại Trà Phí lần thứ hai, loại khỏi vòng chiến đấu một tiểu đoàn bộ binh cơ giới, phá huỷ, phá hỏng 96 xe quân sự các loại, 14 khẩu pháo và bắn rơi 4 máy bay lên thẳng của Mỹ; Trung đoàn 5 (Sư đoàn 5) tập kích cụm cứ điểm Chà Là lần thứ nhất, diệt hàng trăm Mỹ, bắn cháy, phá hỏng 140 xe quân sự các loại và 13 khẩu pháo, bắn rơi 1 máy bay.
Trên đà thắng lợi, đêm 22 rạng ngày 23-8, Tiểu đoàn 2 (Trung đoàn 33, Sư đoàn 5) tập kích cụm xe quân sự Mỹ ở suối Ông Hùng, phá huỷ 60 xe quân sự, bắn rơi 4 máy bay, loại khỏi vòng chiến đấu hàng trăm lính. Ngày 2-8, Trung đoàn 88 (thiếu một tiểu đoàn) tổ chức phục kích trên đường 22 (đoạn từ Đá Hàng đến Vên Vên thuộc huyện Gò Dầu, tỉnh Tây Ninh) đánh thiệt hại nặng một đoàn xe cơ giới 147 chiếc (trong đó có 33 xe tăng và xe bọc thép, 15 xe Jeép), loại khỏi vòng chiến đấu 400 lính.
Cũng trong khoảng thời gian trên, trên hướng thứ yếu chiến dịch ở tỉnh Bình Long, các đơn vị của Sư đoàn bộ binh 7 đã tiến công Chi khu quân sự Lộc Ninh. Mỹ đưa Trung đoàn 11 thiết giáp và một bộ phận quân của Sư đoàn 1 bộ binh Mỹ đến ứng cứu, giải toả. Do vậy, Sư đoàn 7 phải cùng lúc vừa tổ chức tiến công chi khu, vừa đánh quân địch đến ứng cứu, giải toả, chưa tiêu diệt được mục tiêu đặt ra là Chi khu quân sự Lộc Ninh.
Sau một thời gian liên tục chiến đấu, đêm 31-8, quân Giải phóng quyết định kết thúc bước 1 chiến dịch trên cả hai hướng. Mỗi trung đoàn chỉ để lại một tiểu đoàn để tổ chức "đợt hoạt động đệm", đại bộ phận còn lại rút ra phía sau củng cố, chấn chỉnh, bổ sung quân số, trang bị, vũ khí đạn dược, chuẩn bị cho đợt 2 chiến dịch.

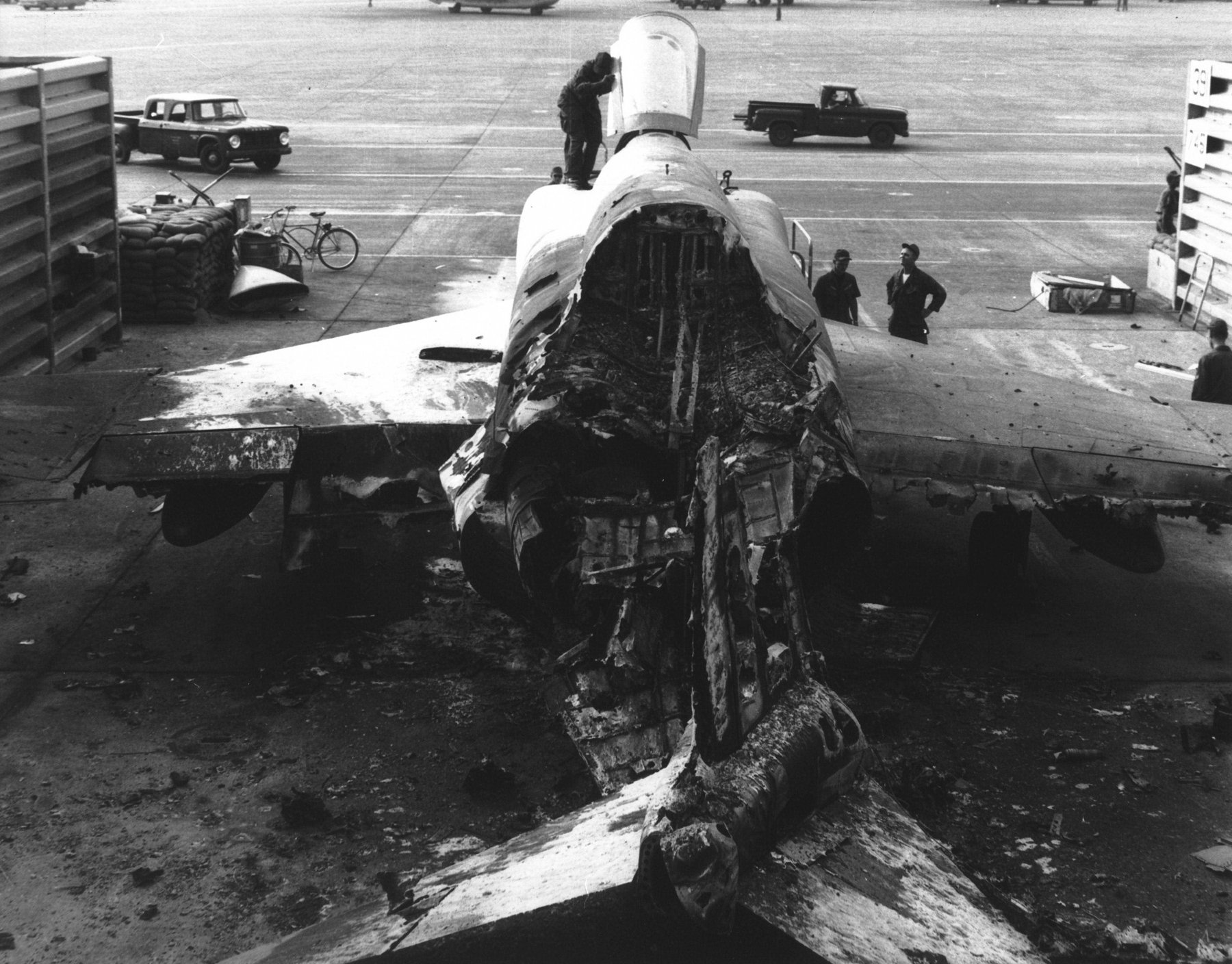
Một chiếc RF-4C bị phá hủy tại sân bay

Ngày 12-9, Trung đoàn 2 (Sư đoàn 9) tập kích cụm quân Mỹ tại Lâm Vồ lần thứ hai, làm thiệt hại nặng một tiểu đoàn bộ binh cơ giới hỗn hợp, phá huỷ, phá hỏng 58 xe quân sự (trong đó có 39 xe bọc thép), 14 khẩu súng cối, bắn rơi 7 máy bay. Cùng ngày, trên mặt trận đường 22, Trung đoàn 88 (Sư đoàn 5) tổ chức phục kích và đánh phản kích, loại khỏi vòng chiến đấu khoảng 350 lính, 46 xe quân sự các loại, bắn rơi 6 máy bay lên thẳng.
Tại thị xã Tây Ninh, ngay từ đêm 10-9, các đơn vị lực lượng vũ trang tỉnh, các đội biệt động, đặc công, trinh sát Miền và Tiểu đoàn 5 (Trung đoàn 2) đã đồng loạt nổ súng tiến công tiêu diệt một số mục tiêu quan trọng trong nội và ngoại thị, gây sự hoang mang dao động mạnh về tinh thần trong nội bộ quân Việt Nam Cộng hòa ở tỉnh Tây Ninh.
Sau gần 20 ngày liên tục giữ thế chủ động bằng các chiến thuật: phục kích, tập kích, đánh bồi, đánh nhồi vào các cụm quân, tiêu hao, tiêu diệt được một bộ phận quan trọng sinh lực và phương tiện chiến tranh của Mỹ, hoàn thành cơ bản các mục tiêu chiến dịch đặt ra, ngày 28-9-1968, quân Giải phóng đã chủ động kết thúc đợt 2, cũng là kết thúc toàn bộ chiến dịch. Tổng kết thành quả giành được sau 43 ngày đêm chiến đấu liên tục của chiến dịch Tây Ninh - Bình Long (từ ngày 17-8 đến 28-9-1968), các sư đoàn 5, 7, 9 chủ lực Miền và du kích Tây Ninh, Bình Long đã đánh 315 trận (có 53 trận cấp tiểu đoàn, 16 trận cấp trung đoàn), loại khỏi vòng chiến đấu 13 tiểu đoàn, 55 đại đội, tiêu hao nặng 7 tiểu đoàn thuộc các sư đoàn 1 và 25 bộ binh cơ giới Mỹ, một số đơn vị thuộc lực lượng tổng trù bị chiến lược Việt Nam Cộng hòa và nhiều đơn vị biệt kích, bảo an tại chỗ; loại khỏi vòng chiến đấu 18.406 lính, phá huỷ 1.507 xe quân sự, 112 máy bay, 107 khẩu pháo, thu được 24 máy vô tuyến điện, 282 súng các loại.
Song những thắng lợi trong đợt 3 ở miền Đông cũng không làm thay đổi được tình hình nhiều, vì lực lượng quân Giải phóng bị tổn thất nặng. Cuối năm 1968, sau ba đợt tiến công liên tục quân số, vũ khí đạn dược đã cạn kiệt, những bộ phận còn lại của các đơn vị được lệnh rút lên các căn cứ để củng cố và bổ sung quân số. Nhưng để lên được căn cứ, cán bộ và chiến sĩ phải tiếp tục đột phá mở đường qua các tuyến phòng thủ bảo vệ Sài Gòn từ xa của Mỹ với chiều sâu hàng trăm km của quân Mỹ, nên lực lượng lại tiếp tục bị tiêu hao thêm.
Ở Khu 5, đúng ngày 17-8, tiểu đoàn công binh quân Giải phóng đánh sập 3 cầu trên đèo Hải Vân, các tiểu đoàn bộ binh và đặc công cùng lực lượng vũ trang Hoà Vang tấn công một loạt căn cứ, trong đó có bãi xe Cẩm Bình, bãi xe Kim Liên, chiếm khu phố Cẩm Lệ, uy hiếp quận lỵ Hoà Vang. 1 tiểu đoàn bộ binh tấn công căn cứ biệt kích Nùng ở chân núi Non Nước. Đêm 22-8, sư đoàn 2 chủ lực quân khu và các lực lượng đặc công, pháo cối đồng loạt tấn công thành phố Đà Nẵng, thị xã Hội An, Tam Kỳ và các thị trấn, quận lỵ Hoà Vang, Vĩnh Điện. Sân bay Đà Nẵng bị pháo kích dữ dội, nhiều máy bay bị phá hủy, nhiều lính Mỹ bị giết. Kho xăng ESSO bị pháo kích bốc cháy đến 10 giờ sáng, tiêu hủy 6 triệu lít xăng. Đêm 16-11, quân Giải phóng lại tấn công căn cứ hải quân, sân bay Đà Nẵng và nhiều vị trí khác trong thành phố.
Nhìn lại diễn biến và kết quả của đợt 2 và đợt 3 Tổng tiến công và nổi dậy Mậu Thân 1968, Trung ương Đảng Lao động nhận định: "Chúng ta đã mắc một số khuyết điểm, chủ quan trong việc đánh giá tình hình cho nên đã đề ra yêu cầu chưa thật sát với tình hình thực tế lúc đó nhất là không kịp thời kiểm điểm và rút kinh nghiệm ngay, nhằm đánh giá lại tình hình và có chủ trương chuyển hướng kịp thời", nên để mất đất, mất dân, lực lượng vũ trang, cơ sở cách mạng và vật chất chiến tranh bị tổn thất nghiêm trọng, gây những khó khăn rất lớn cho phong trào đấu tranh năm 1969; song, thắng lợi trong đợt 2 và 3 tổng tiến công và nổi dậy cũng rất lớn, ta không chỉ tiêu diệt được một lực lượng chiến lược của Mỹ - ngụy, mà điều quan trọng là ta đã đánh bồi liên tiếp, đập tan ý chí xâm lược của đế quốc Mỹ, buộc Tổng thống Mỹ Giônxơn phải tuyên bố chấm dứt hoàn toàn cuộc chiến tranh phá hoại miền Bắc, chấp nhận đoàn đại biểu của Mặt trận Dân tộc giải phóng miền Nam Việt Nam là một trong bốn thành viên chính thức tham gia hoà đàm tại Paris. Những thắng lợi này góp phần cho ta thế mạnh chủ động đấu tranh ở Hội nghị Paris."

## Kết quả
Cuộc tổng tiến công Mậu Thân 1968 đã dẫn đến các kết quả chính trị và quân sự cho cả thời kỳ 1969-1971, cũng như tạo nên bước ngoặt chiến lược cho toàn cuộc chiến ở Việt Nam.

### Về chiến thuật

Tướng cảnh sát miền Nam Nguyễn Ngọc Loan (1930 - 1998) bắn chết tù binh trên đường phố

Ngay trong đợt 1, Quân Giải phóng đã đánh vào 4/6 thành phố lớn, 37/44 thị xã và hàng trăm thị trấn, quận lỵ ở miền Nam. Hầu hết các cơ quan đầu não từ trung ương tới địa phương của Mỹ và chính phủ Sài Gòn bị tiến công. Quân giải phóng đã đánh vào trụ sở 4 bộ tư lệnh quân đoàn, 8/11 bộ tư lệnh sư đoàn, hai bộ tư lệnh biệt khu của quân lực VNCH, hai bộ tư lệnh dã chiến Mỹ cùng nhiều bộ tư lệnh lữ đoàn, trung đoàn, các tiểu khu, chi khu và hàng trăm căn cứ quân sự, kho tàng, sân bay, bến cảng, đường giao thông huyết mạch
Trong 3 đợt của cuộc tấn công, quân Giải phóng đã gây cho quân Mỹ và đồng minh những thiệt hại lớn. Theo các thông cáo chính thức của Mặt trận Dân tộc Giải phóng miền Nam Việt Nam thì trong cả năm 1968 họ đã loại ra khỏi vòng chiến 630.000 quân đối phương cả Mỹ - Việt Nam Cộng hòa lẫn đồng minh, 13.000 xe cơ giới, 1.000 tàu chiến, 700 kho đạn, 15.000 đồn bót; trong đó riêng 2 tháng đợt 1 đã tiêu diệt được 147.000 quân đối phương.
Tài liệu Hoa Kỳ xác nhận chỉ riêng trong tháng 2 và tháng 3/1968, quân Mỹ và đồng minh đã có 44.990 người chết hoặc bị thương (quân đội Sài Gòn tổn thất 20.977 quân, trong đó 4.909 chết; quân Mỹ và một số nước đồng minh của Mỹ bị tổn thất 24.013 quân, trong đó 4.124 chết); ngoài ra còn có hơn 3.500 quân mất tích (bị bắt hoặc chết mất xác). Về trang bị, vài trăm xe tăng - xe thiết giáp, 552 máy bay bị phá hủy hoặc hư hại nặng. Năm 1968 trở thành năm đẫm máu nhất đối với quân viễn chinh Mỹ tại Việt Nam với 16.511 lính chết, 87.388 bị thương chưa kể vài trăm lính mất tích. Còn theo "Sổ tay sự kiện chiến tranh Việt Nam", năm 1968 "là năm gia tăng ghê gớm số thương vong của quân Mỹ ở miền nam, bằng một nửa tổng số thương vong của tất cả các năm trước gộp lại: 30.610 so với 16.201", tuần lễ từ ngày 10 đến ngày 17-2-1968 đã có 543 lính Mỹ thiệt mạng, là một trong những tuần thương vong cao nhất trong toàn bộ cuộc chiến tranh của Mỹ ở Việt Nam Đối với quân lực Việt Nam Cộng hòa thì đây là năm đẫm máu thứ 2 (chỉ sau năm 1972) với 28.800 lính thiệt mạng và 172.512 bị thương chưa kể mất tích. Nhiều đơn vị tinh nhuệ của quân đội này phải mất 1 năm để tái huấn luyện bổ sung tổn thất. Như vậy tổng thương vong của quân đội Mỹ và đồng minh trong năm 1968 là khoảng 310.000 theo thống kê của chính họ, khiến năm 1968 trở thành năm có thương vong cao nhất cho Mỹ và đồng minh trong toàn cuộc chiến.
Giao tranh ác liệt khiến tỷ lệ thương vong hoặc đào ngũ của quân Việt Nam Cộng hòa trong năm 1968 đạt tới mức cao nhất cho đến trước năm 1975. Do thương vong hoặc đào ngũ, các tiểu đoàn bộ binh của Việt Nam cộng hòa trong hai tuần đầu của tháng 2 chỉ có một nửa số quân, các lực lượng biệt động lại còn thấp hơn. Bốn trong chín tiểu đoàn không vận không còn hiệu lực chiến đấu. Vào cuối năm 1968, các cố vấn Mỹ xếp hạng 2 sư đoàn Việt Nam Cộng hòa là "cực kỳ kém", 8 sư đoàn chỉ ở mức "khá lên" và chỉ một sư đoàn là "giỏi" Binh sĩ Mỹ trên chiến trường Việt Nam cũng bước vào thời kỳ "thoái chí", từ năm 1968 đã phổ biến tình trạng lính Mỹ sử dụng ma túy, chống lệnh, vô kỷ luật, kể cả việc tự phá hoại vũ khí hoặc tấn công sĩ quan chỉ huy bằng lựu đạn
Tuy nhiên, để đạt kết quả trên, quân Giải phóng cũng chịu thương vong 111.306 người, trong đó 44.824 người hy sinh và 4.511 mất tích. Số hy sinh chia theo địa bàn như sau: Đường 9 - 3.994, Trị Thiên - 4.862; Đồng bằng Khu 5 - 10.732; Tây Nguyên - 3.436; Khu 6 - 1.254; Khu 10 - 440; Đông Nam Bộ - 14.121; Khu 8 - 2.484; Khu 9 - 3.501 Tuy về số học thì quân Giải phóng bị thương vong ít hơn đối phương, nhưng vì quân Mỹ và đồng minh vượt trội 4 lần về quân số (1,2 triệu so với chưa đầy 300 ngàn), do đó tỷ lệ thương vong của quân Giải phóng là lớn hơn (tỷ lệ thương vong là 1/3 quân số so với 1/5 của đối phương). Về tổn thất vũ khí cũng tương tự, dù quân Mỹ có mất hàng trăm máy bay, xe tăng nhưng vẫn có thể được bổ sung nhanh chóng từ kho vũ khí khổng lồ của họ, trong khi đó thì quân Giải phóng rất thiếu thốn vũ khí và chỉ trông chờ vào những chuyến hàng tiếp tế khó khăn từ miền Bắc, dù họ chỉ mất một khẩu súng cối thì cũng đã khó bù đắp được.
Sau tổng tiến công Mậu Thân, vùng kiểm soát của Mặt trận Dân tộc Giải phóng miền Nam Việt Nam bị thu hẹp. Quân Giải phóng bị đánh bật khỏi vùng đô thị và suy yếu trầm trọng: các đơn vị quân sự suy yếu, nhiều lực lượng chính trị bị lộ, thương vong cao hơn hẳn các năm trước, phải đến năm 1970 lực lượng của họ mới hồi phục lại được. Do các tổ chức chính trị ngầm chuyên vận động nhân dân đã bị lộ nên trong năm 1969, tại nhiều nơi trên chiến trường, quân Giải phóng bị mất nguồn tiếp tế từ nhân dân. Họ phải rút về miền nông thôn, rừng núi hoặc phải sang ẩn tránh tại các vùng bên kia biên giới Lào và Campuchia. Do khó khăn về tiếp tế, đã có ý kiến trong giới lãnh đạo của Mặt trận Dân tộc Giải phóng miền Nam Việt Nam và ở Hà Nội đề nghị giải tán các đơn vị cỡ sư đoàn, quay về lối đánh cấp trung đoàn trở xuống.
Chiến trường miền Nam trở nên yên tĩnh. Trong 2 năm sau Mậu Thân, từ 1969 đến đầu 1970, là thời gian quân đội Hoa Kỳ và Quân lực Việt Nam Cộng hòa chủ động tiến công tìm diệt quân Giải phóng, đồng thời thực hiện chiến dịch Phượng Hoàng, nhằm bình định và triệt phá phong trào chính trị của Mặt trận Dân tộc Giải phóng ở nông thôn và thành thị. Vai trò đấu tranh chính trị của Mặt trận Dân tộc Giải phóng miền Nam Việt Nam từ nay suy giảm đi nhiều vì các hệ thống cơ sở chính trị của họ bị phá và với sự ác liệt của chiến tranh ở giai đoạn này không cho phép họ tụ tập dân chúng để đưa ra yêu sách chính trị..
| Quân giải phóng miền Nam thiệt hại trong năm 1968 |         |
| Chết                                              | 44.824  |
| Bị thương                                         | 61.267  |
| Mất tích                                          | 4.511   |
| Bị bắt                                            | 912     |
| Đi lạc                                            | 1.265   |
| Đầu hàng                                          | 416     |
| Tổng số                                           | 113.295 |

40 năm sau sự kiện Tết Mậu Thân, tướng Lê Khả Phiêu lúc đó là chính uỷ kiêm Trung đoàn trưởng Trung đoàn 9, đơn vị chủ lực đánh vào thành Huế và giữ Huế 25 ngày, hồi tưởng: Sau chiến dịch Mậu Thân 1968, chúng tôi ở chiến trường lao đao mất 2 năm rưỡi, đến năm 1971 ta mới có được những chuyền biến tích cực. Vinh quang có thật, tinh thần chiến đấu thì anh dũng tuyệt vời, nhưng đúng là có khó khăn. Giữ được Huế 25 ngày như thế đã là "ghê" lắm rồi. Khi rút ra ngoài, cả trung đoàn chỉ còn đúng 5 cân gạo..
Tuy nhiên, Trung tướng Nguyễn Trung Thu, Phó Tổng tham mưu trưởng Quân đội nhân dân Việt Nam khẳng định quân Giải phóng đã đạt thành công chiến thuật khi đã đánh thiệt hại nặng quân đối phương: 
"Muốn thắng về chính trị thì phải thắng về quân sự trước. Chỉ khi nào thắng về chiến thuật mới thắng được về chiến dịch và đi tới thắng lợi chiến lược... Trong Tổng tiến công và nổi dậy Tết Mậu Thân 1968, nói ta thua về mặt chiến thuật là chẳng đúng chút nào. Tất cả các thành phố, đô thị, những nơi chính quyền và các vị trí trú quân của Mỹ - ngụy ở miền Nam Việt Nam đều bị đánh, có nơi quân Mỹ bị đánh thiệt hại rất nặng, việc đó làm cho tinh thần binh lính địch suy sụp, rệu rã. Thử hỏi, nếu không có những trận chiến đấu thành công thì làm sao có được kết quả thay đổi sau này. Việc cho rằng ta thua về chiến thuật trong Tết Mậu Thân 1968 là phi lý và mang tính chất bảo thủ, không dám thừa nhận thất bại mà thôi".

### Vềchiến lược, chính trị và ngoại giao

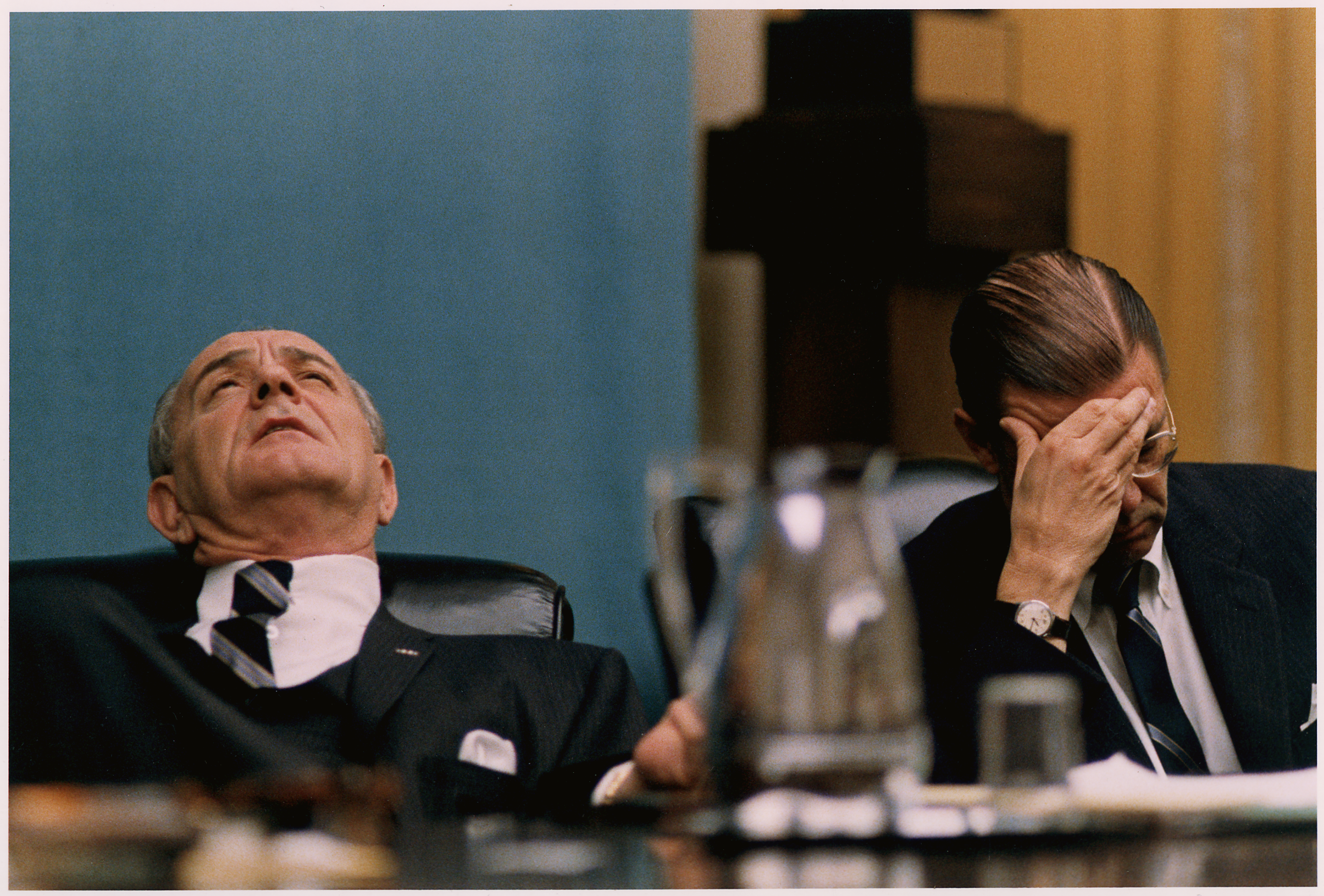
Vẻ thất thần của Tổng thống Mỹ Lyndon B. Johnson và Bộ trưởng Quốc phòng Robert McNamara. Ảnh chụp ngày 7-2-1968

Trong các đợt cao trào, lực lượng vũ trang tại chỗ Quân giải phóng miền Nam cũng đã phát động nổi dậy tại nhiều nơi, giáng một đòn nặng vào hệ thống chính quyền cơ sở Việt Nam Cộng hòa ở nông thôn. Trong đợt Tết, phối hợp với đòn tiến công quân sự đánh vào các đô thị, Quân giải phóng đã tổ chức nổi dậy và kiểm soát thêm 1.600.000 dân, 100 xã, hơn 600 ấp chiến lược, dinh điền. Chương trình "bình định" của Hoa Kỳ tan vỡ từng mảng. Văn phòng hệ thống phân tích tình hình thuộc Lầu Năm Góc thì đánh giá: "Cuộc tiến công (Tết) hình như đã vĩnh viễn giết chết chương trình (bình định)". Chiến lược chiến tranh cục bộ của Hoa Kỳ đã phá sản sau đợt tấn công Tết.
Thành công của Tết Mậu Thân đã giáng một đòn quyết liệt vào uy thế của quân đội Mỹ trên chiến trường Việt Nam, làm suy giảm vị trí và ảnh hưởng của chính quyền và quân đội Sài Gòn cả ở thành thị lẫn nông thôn, khiến cho giới lãnh đạo cao cấp Hoa Kỳ phải bàng hoàng, sửng sốt. Thượng nghị sĩ Robert Kennedy đã phải thốt lên rằng: Tại sao nửa triệu lính Mỹ, có 70 vạn lính Nam Việt Nam cộng tác, có ưu thế hoàn toàn trên không và ngoài biển, được cung cấp quá đầy đủ và được trang bị những vũ khí hiện đại nhất lại không có khả năng bảo vệ được thành phố khỏi bị đối phương tấn công. Bộ Quốc phòng Mỹ khi tổng kết chiến tranh Việt Nam đã thừa nhận: "Nhờ nghiên cứu các phương pháp và thói quen có thể dự đoán được của Mỹ mà đối phương đã vạch ra kế hoạch nghi binh và phân tán chiến lược của họ. Trái lại sự hiểu biết của Mỹ về đường lối chiến lược của địch là nông cạn và chủ quan hơn"
Đại tướng Võ Nguyên Giáp đúc kết: "Đường lối của chúng tôi không chỉ đơn thuần là quân sự, mà là một chính sách tổng thể, kết hợp toàn diện cả quân sự-chính trị-ngoại giao. Cuộc tiến công Mậu Thân có ý nghĩa cả về quân sự và chính trị"
Cuộc tổng tiến công đã làm dư luận Mỹ thấy rằng việc đưa quân tham chiến với nỗ lực cao đã gây căng thẳng trong xã hội Mỹ, phúc lợi giảm sút, gây nhiều hệ lụy xấu cho xã hội... mà vẫn không đánh bại được đối phương, và trong tương lai chiến tranh không biết sẽ kéo dài đến bao giờ. Điều này đưa đến kết luận là Hoa Kỳ không thể thắng được trong cuộc chiến này. Sau này, trong hồi ký, Lyndon B. Johnson xác nhận: Tổng tiến công và nổi dậy Tết Mậu Thân là "một sự choáng váng đối với tất cả người Mỹ", "cố gắng của đối phương đã gây ra một hậu quả tác động xấu đến một số người trong và ngoài Chính phủ", nhân dân Mỹ và một số nhân vật trong chính quyền bắt đầu nghĩ rằng chúng ta đã thất bại"

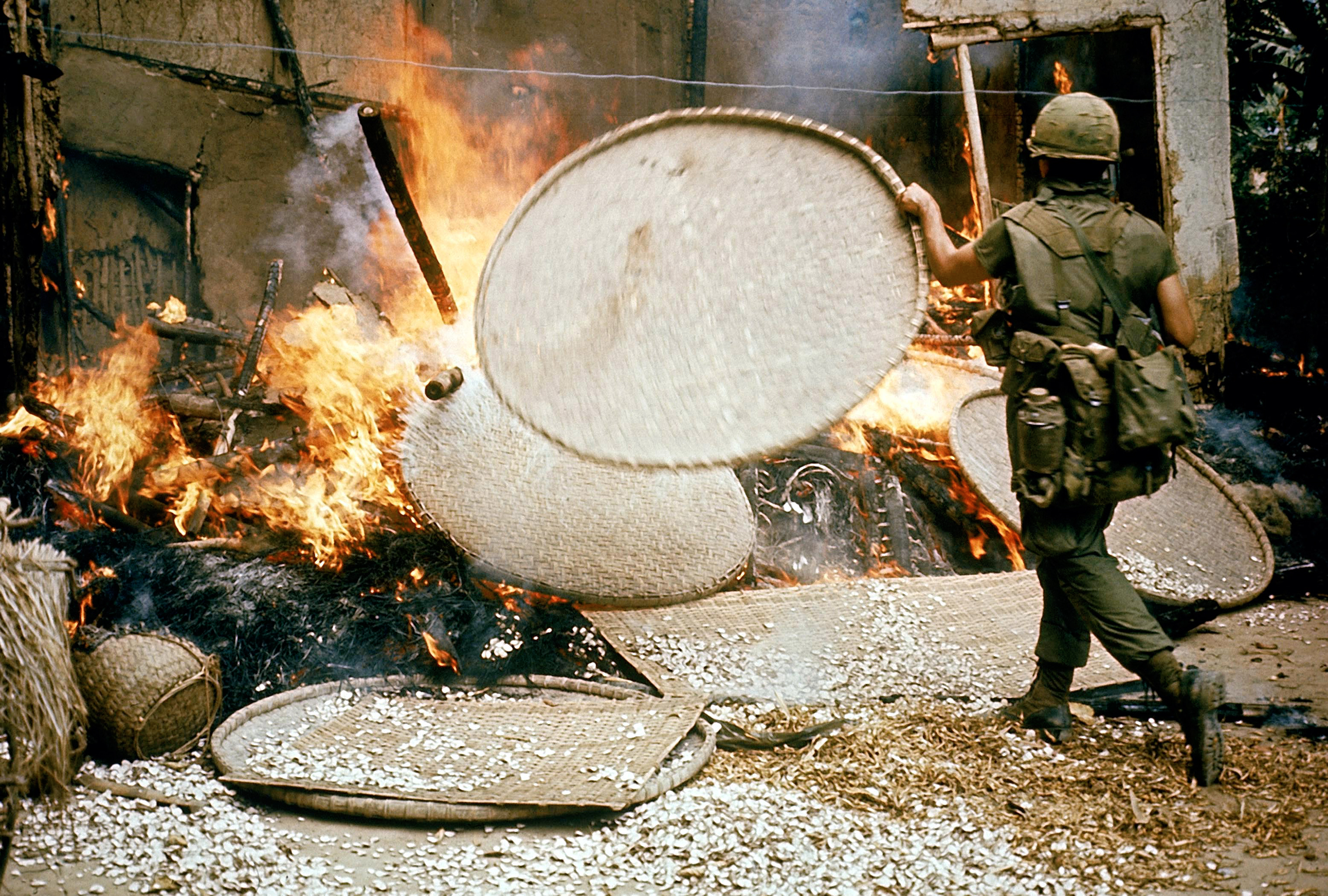
Lính Mỹ phá hủy làng Mỹ Lai sau vụ Thảm sát Mỹ Lai giết hại 504 dân thường tại đây, phần lớn là phụ nữ và trẻ em, trong khi vẫn cố tình báo cáo rằng "đã tiêu diệt 128 lính địch". Vụ việc bị lộ năm 1969 và đã gây chấn động dư luận Mỹ

Quy mô của cuộc tiến công làm dư luận Hoa Kỳ mất kiên nhẫn và tin tưởng với giới quân sự, họ đòi chấm dứt chiến tranh mang quân về nước. Một mặt họ thiếu niềm tin vào hiệu quả của quân đội, mặt khác các hành động bạo lực mất nhân tính được trình chiếu trên TV đánh vào lương tâm công chúng (Xem Thảm sát Mỹ Lai, Thảm sát do đơn vị Lực lượng Mãnh Hổ). Người dân Mĩ đòi hỏi phải chấm dứt chiến tranh ngay lập tức bởi họ coi chiến tranh là bẩn thỉu. Sau này, ngoại trưởng Henry Kissinger thừa nhận: "Các thế hệ tương lai có thể khó hình dung được cơn biến động trong nước mà chiến tranh Việt Nam gây ra... Chính cơ cấu của chính phủ đã bị tan rã. Ngành hành pháp bị choáng váng. Cuối cùng, con em của họ và con em bạn bè của họ đã tham gia các cuộc biểu tình... Sự kiệt sức là dấu ấn của tất cả chúng tôi. Tôi phải đi từ nhà tôi, vây quanh là đám người phản đối, đến tầng dưới của Nhà Trắng để được ngủ đôi chút"
Các chính trị gia trong Quốc hội Hoa Kỳ gây sức ép lên chính phủ đòi xem xét lại cam kết chiến tranh, đòi hủy bỏ uỷ quyền cho chính phủ tiến hành chiến tranh không cần phê chuẩn, thúc ép giải quyết chiến tranh bằng thương lượng. Ngay các nhà lãnh đạo chính phủ Hoa Kỳ cũng chia rẽ trong quan điểm sẽ làm gì tiếp theo. Các cố vấn hàng đầu của tổng thống và ngay Tổng thống Lyndon B. Johnson thoái chí đi đến kết luận không thể tăng quân thêm nữa theo yêu cầu của giới quân sự mà phải xuống thang, đàm phán. Giới lãnh đạo Mỹ công nhận: Tết Mậu Thân 1968 đã đặt họ "trước một bước rẽ trên đường đi, và các giải pháp để lựa chọn đã phơi bày trong một thực tế tàn nhẫn".
Nhà sử học Larry Berman nhận xét: "Tháng 1-1968, có 515.000 lính Mỹ, 1 triệu lính VNCH mà Sài Gòn vẫn không được bảo vệ. Tất cả người dân Mỹ đều nhìn thấy hình ảnh tòa đại sứ nằm dưới tầm lửa đạn trên tivi tại phòng khách mọi gia đình. Họ tự hỏi tại sao điều này lại có thể xảy ra. Tổng thống của chúng ta đã tuyên bố chúng ta đang đi đến khúc ngoặt của cuộc chiến và đang chuẩn bị giành thắng lợi đến nơi rồi. Cuộc tấn công tết bộc lộ ra cho người dân Mỹ thấy rằng toàn bộ cuộc chiến này dựa trên cơ sở của một lời dối trá"
Trung tướng Bernard Trainor, từng phục vụ ở Việt Nam hai lần, nhận xét: "Tôi thấy cuộc kháng chiến của Việt Nam có nét tương đồng với chiến tranh giành độc lập Hoa Kỳ. Cũng như các nhà cách mạng Mỹ thời đó, người Việt quyết chiến đến cùng. Những người dân Mỹ hồi đó đã đi tới một quyết định rằng độc lập là thiết yếu. Họ đặt cược tính mạng và của cải của mình vào sự nghiệp giành độc lập... Hy vọng ban đầu là thu phục trái tim khối óc của người dân, nhưng hy vọng này đã bị tan tành bởi thất bại của chính quyền Sài Gòn trong việc giành tín nhiệm của dân và chiến lược Tìm và diệt của Westmoreland. Về cơ bản đây là chiến lược tiêu hao sinh lực... Chỉ việc chất đống quân lực và vũ khí, rồi bóp vụn quân địch. Đây cũng là cách mà Westmoreland xúc tiến ở Việt Nam. Một cách làm võ biền. Có thể nói, Quân Giải phóng đã xoay triết lý chiến tranh tiêu hao chống lại chính Westmoreland. Chiến lược của người Việt là nhằm làm sao xói mòn sinh lực của quân Mỹ, cho tới khi công luận Mỹ xoay chuyển, chống lại chiến tranh. Chiến lược này đã thành công...".
Với sức ép của Tết Mậu Thân, cùng với việc thay Bộ trưởng Bộ Quốc phòng, Tổng thống Mỹ còn cách chức William Westmoreland, Tổng chỉ huy quân Mỹ ở Việt Nam, đưa Abram lên thay (9-3-1968). Đồng thời, Johnson tuyên bố không ra tranh cử tổng thống nhiệm kỳ tiếp theo. Cũng từ sau Mậu Thân trở đi, quyền lực tiến hành chiến tranh của Tổng thống Hoa Kỳ càng ngày càng bị hạn chế bởi Quốc hội và dư luận trong nước và quốc tế. Chiến tranh Việt Nam đi vào giai đoạn mới, theo đó quân lực Việt Nam Cộng hòa sẽ phải tự chiến đấu mà không còn quân đội Mỹ bên cạnh - bởi chính phủ Mỹ đã quyết định rút dần quân viễn chinh về nước, và Việt Nam hóa chiến tranh là không thể tránh khỏi.

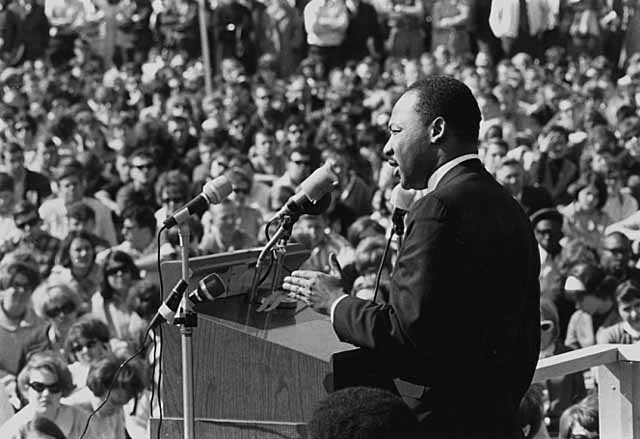
Luật sư nổi tiếng Martin Luther King diễn thuyết ủng hộ phong trào phản chiến

Ngày 31 tháng 3 năm 1968, Tổng thống Johnson tuyên bố chấm dứt ném bom miền Bắc Việt Nam, sẵn sàng đàm phán để chấm dứt chiến tranh, không tăng thêm quân theo yêu cầu của Bộ chỉ huy chiến trường và từ chối tranh cử nhiệm kỳ tới. Tổng thống Richard M. Nixon, thắng cử vì hứa sẽ chấm dứt chiến tranh, tuyên bố sẽ dần rút quân về nước và đàm phán với phía Việt Nam Dân chủ Cộng hòa. Vấn đề của Hoa Kỳ bây giờ không còn là tìm cách chiến thắng cuộc chiến nữa mà là rút ra như thế nào.
Tất cả những điều trên đã tạo cơ sở cho Việt Nam Dân chủ Cộng hòa và Mặt trận Dân tộc Giải phóng miền Nam Việt Nam khẳng định: dù phải hy sinh to lớn, nhưng họ đã đạt được mục tiêu của cuộc tổng tiến công Tết Mậu Thân 1968. Một chiến thắng như vậy không còn trong phạm trù chiến thuật, mà mang tầm vóc thắng lợi chiến lược, nó tác động toàn diện đến tình hình quân sự, chính trị, tâm lý xã hội nước Mỹ. Đây là thắng lợi mang tính chiến lược của họ: Hoa Kỳ buộc phải xuống thang và tìm cách rút khỏi Việt Nam. Các lực lượng của Mặt trận Dân tộc Giải phóng miền Nam Việt Nam suy yếu thì sẽ hồi phục lại, còn Hoa Kỳ một khi đã rút đi thì khó mà trở lại được.
Về sự kiện Tết Mậu Thân, Hội nghị Ban Chấp hành Trung ương Đảng lần thứ 21, tháng 10-1973, đã kết luận: "Mặc dù có những khuyết điểm, cuộc Tổng tiến công và nổi dậy Tết Mậu Thân (1968) vẫn giữ một vị trí to lớn và oanh liệt trong cuộc kháng chiến chống Mỹ. Đánh với đối tượng là một siêu cường có tiềm lực kinh tế, quân sự mạnh nhất trên thế giới thì không dễ gì chiến thắng mà ít tổn thất. Đó là sự hy sinh, tổn thất cần thiết để dẫn đến hoà bình. Ta có khuyết điểm, sai lầm, nhưng cái chính và điều quan trọng là ta đã chiến thắng". Bộ Chính trị kết luận: 
Tết Mậu Thân thắng rất lớn, không phải chỉ ở chiến thuật mà nhất là đã đánh bại được ý chí xâm lược của Mỹ, tạo nên bước ngoặt quyết định của chiến tranh..
Theo cách nói của Dean Rusk và Mc Namara, Mỹ đã "ý thức được rằng họ chẳng những không thắng được Việt Nam mà còn có thể thua to. Do đó Mỹ không còn cách thoát thân nào tốt hơn xuống thang chiến tranh và đề nghị đàm phán". Trong hồi ký, thủ tướng Việt Nam Cộng hòa Nguyễn Cao Kỳ nhận địnhh:
Số thương vong đã lên rất cao: khoảng 4.000 quân Mỹ bị chết cùng 5.000 quân Nam Việt Nam. Mặc dù sự việc trên thê thảm thế nào đi nữa, những tổn thất lớn lao nhất vẫn là niềm tự hào và uy tín nước Mỹ bị sa sút. Đối với người Mỹ, vụ tấn công Tết đã gây nên tất cả những nỗi kinh hoàng của một vụ Trân Châu cảng khác và lần đầu tiên người Mỹ đã nhận ra rằng họ sẽ không thể nào thắng nổi cuộc chiến tranh này. Đã có một sự tan vỡ đến mất hết niềm tin.
Các nhà sử học phương Tây cũng đánh giá rất cao vai trò bước ngoặt của cuộc Tổng tấn công trong cuộc chiến tại Việt Nam. Nhà sử học Merle L. Pribbenow nhận định: 
| “ | "Quả thực, những người cộng sản đã làm đúng được nhiều điều quan trọng: Họ đã kết luận một cách đúng đắn rằng mức độ sẵn sàng can dự của Mỹ vào Chiến tranh Việt Nam là một điểm yếu chính có thể khai thác; nhận định rằng mùa chiến dịch bầu cử tổng thống Mỹ năm 1968 sẽ là giai đoạn trọng yếu trong việc xác định tương lai của chiến tranh Việt Nam từ phía Mỹ là vô cùng chính xác; và kết luận rằng chỉ thông qua việc sử dụng các biện pháp đặc biệt mới có thể khai thác "thời điểm bùng phát" này nhằm biến chuyển tình thế có lợi cho họ, xét cho cùng, cũng là đúng. Chiến lược "các trận đánh lớn" đã từng có khả năng gây tổn thất cho các lực lượng Mỹ và đồng minh của họ, nhưng Văn Tiến Dũng đã tuyệt đối đúng khi ông kết luận rằng các lực lượng của ông không đủ khả năng dùng các trận đánh lớn để gây tổn thất hàng loạt lên kẻ thù, điều mà một "chiến thắng nhanh chóng" đòi hỏi. Cuộc tấn công Tết Mậu Thân có lẽ là sự kiện có sức nảy nở lớn nhất trong lịch sử cuộc chiến dài dặc của Mỹ tại Việt Nam. Đây là một thời điểm bước ngoặt trong cuộc chiến, một thời điểm kể từ đó không có đường lùi nữa. Ý tưởng của Lê Duẩn - Văn Tiến Dũng đã hoàn thành một trong những mục tiêu cơ bản được đề ra: "Đè bẹp ý chí xâm lược [của kẻ thù]... nó phải đi đến ngồi với ta, thương lượng với ta." Chiến lược gia quân sự Trung Quốc cổ đại Tôn Tử viết: Nước lũ cuốn trôi cả đá gạch, đó là nhờ thế nước lũ; Chim ưng vồ mồi xé nát con mồi, đó là nhờ thế tiết nhanh chớp nhoáng. Trong quyết định tung cuộc Tổng tiến công Tết, quân Giải phóng đã làm theo lời chỉ dạy của Tôn Tử. Họ đã sử dụng sự "biến hóa", và "thế tiết" của họ là hoàn hảo." | ” |

Đánh giá về cuộc Tổng tiến công và nổi dậy Mậu Thân 1968, Chủ tịch Hồ Chí Minh chỉ rõ:
"Đó là thắng lợi của đường lối cách mạng đúng đắn của Đảng ta, thắng lợi của lòng yêu nước nồng nàn và sức mạnh của toàn dân đoàn kết quyết chiến, quyết thắng giải phóng miền Nam, bảo vệ miền Bắc, tiến tới hoà bình thống nhất Tổ quốc"

#### Mặt trận ngoại giao, thành quả phối hợp với chính trị-quân sự trong năm 1968
Ngày 31-3-1968, Tổng thống Johnson phải tuyên bố: Đơn phương ngừng đánh phá miền Bắc từ vĩ tuyến 20 trở ra và chấp nhận đàm phán với Việt Nam Dân chủ Cộng hòa. Đây là bước nhượng bộ rất lớn của Mỹ bởi trước đó, họ luôn duy trì quan điểm cứng rắn: Việt Nam Dân chủ Cộng hòa phải ngừng chiến đấu, rút quân Giải phóng miền Nam khỏi miền Nam Việt Nam thì mới có đàm phán hòa bình.
Cuối cùng, 2 bên lấy Paris làm địa điểm họp chính thức. Phiên họp đầu tiên được hai bên ấn định vào ngày 10-5-1968, phía Việt Nam Dân chủ Cộng hòa cử Bộ trưởng Xuân Thủy làm Trưởng đoàn, Hà Văn Lâu làm Phó trưởng đoàn đại biểu Chính phủ Việt Nam Dân chủ Cộng hoà. Hoa Kỳ cử Hariman và C.Vasner làm Trưởng đoàn và Phó trưởng đoàn đại biểu Chính phủ Mỹ. Hình thức họp là 4 bên tham gia: Việt Nam Dân chủ Cộng hòa - Mặt trận Dân tộc Giải phóng miền Nam - Hoa Kỳ - Việt Nam Cộng hòa. Đây lại là bước nhượng bộ nữa của Mỹ bởi trước đó họ từ chối công nhận Mặt trận Dân tộc Giải phóng miền Nam và coi Việt Nam Cộng hòa là "chính phủ duy nhất của miền Nam Việt Nam". Tuy vậy, dù có 4 bên nhưng thực tế các phiên họp kín chỉ có 2 đoàn vốn thực sự nắm quyền điều khiển cuộc chiến là Việt Nam Dân chủ Cộng hòa và Hoa Kỳ được tham dự.

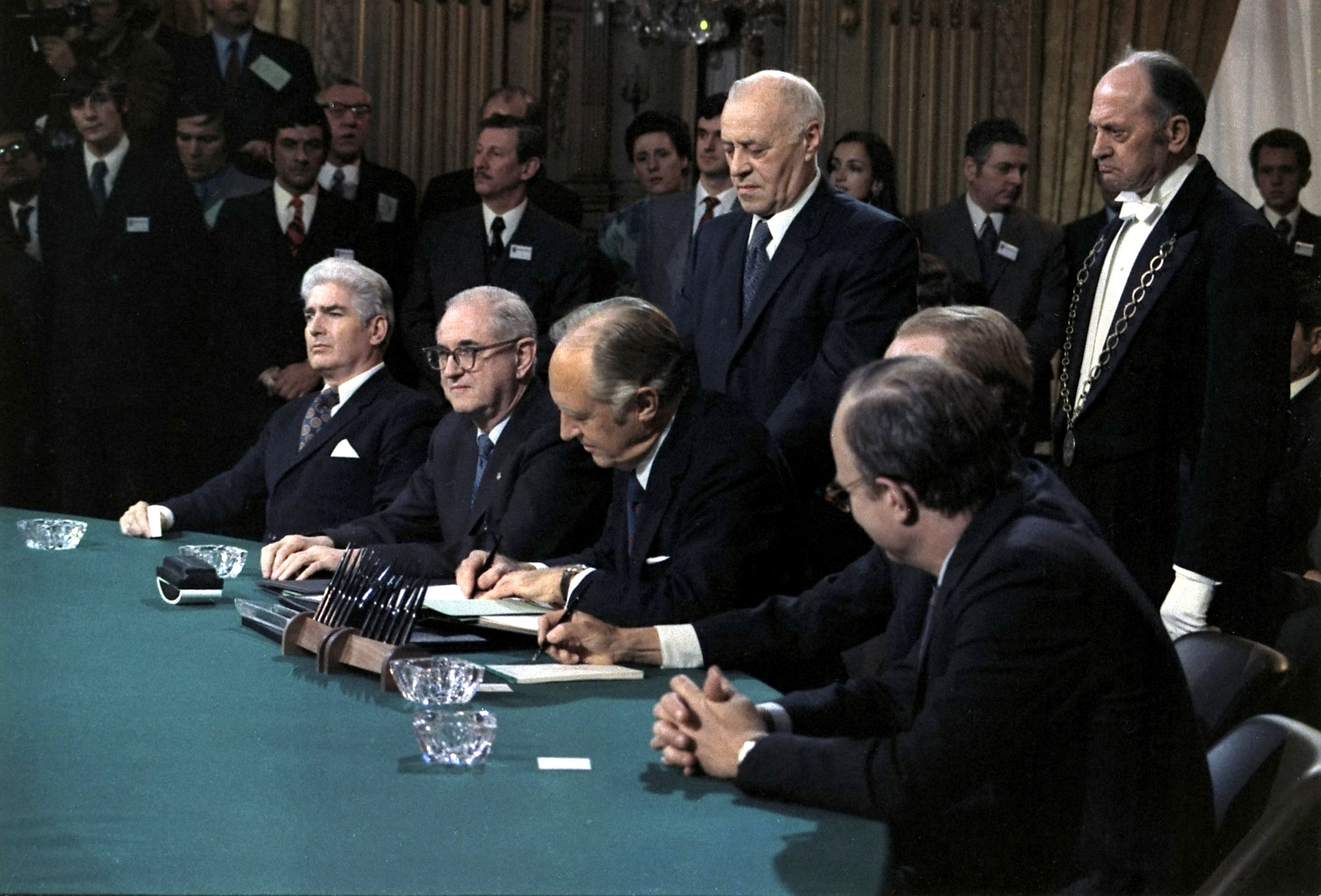
Hiệp Định Paris, thành quả của chiến dịch Tết 1968

Ngày 3-6-1968, Nguyễn Duy Trinh - Uỷ viên Bộ Chính trị, Phó Thủ tướng kiêm Bộ trưởng Bộ Ngoại giao, chỉ thị cho đoàn ở Paris: "Tiếp tục làm tốt việc đấu tranh công khai và chuẩn bị lúc nào thuận lợi thì vừa nói chuyện công khai vừa nói chuyện hậu trường"
Trong quá trình diễn biến các cuộc nói chuyện ở Paris, phía Mỹ đã thường xuyên thông báo tình hình cho chính quyền Sài Gòn, và Nguyễn Văn Thiệu luôn tỏ ra chấp nhận lập trường của phía Mỹ. Nhưng khi đạt được sự dàn xếp giữa Washington và Hà Nội thì lại nảy sinh sự bất hoà giữa Mỹ và Sài Gòn. Ngày 29-10-1968, Đại sứ Mỹ ở Sài Gòn báo cáo về Mỹ cho biết Nguyễn Văn Thiệu không chấp nhận tham gia vào các cuộc thương lượng tại Paris với lý do: Thiệu còn phải xin ý kiến Quốc hội; không muốn Mặt trận Dân tộc giải phóng miền Nam Việt Nam được coi là một bên; cần giải quyết xong mọi thủ tục rồi mới họp. Mặc cho Việt Nam Cộng hòa phản đối, nửa đêm ngày 30-10, Trưởng và Phó đoàn Mỹ đến nơi ở của đoàn Việt Nam Dân chủ Cộng hòa tại Paris để thông báo sẽ công bố lệnh chấm dứt ném bom tối 31-10, vào 7 giờ hay 8 giờ, giờ Washington ngày 31-10-1968.
Trải qua 28 phiên họp chính thức, 21 cuộc gặp riêng, bí mật, kiên quyết giữ đúng nguyên tắc, Việt Nam Dân chủ Cộng hòa đã đạt được hai yêu cầu cơ bản: 
- Buộc Mỹ phải chấp nhận chấm dứt ném bom hoàn toàn và không điều kiện Việt Nam Dân chủ Cộng hoà;
- Mỹ phải ngồi vào đàm phán với Mặt trận Dân tộc giải phóng miền Nam Việt Nam trong một hội nghị bốn bên (Việt Nam Dân chủ Cộng hoà, Mặt trận Dân tộc giải phóng miền Nam Việt Nam, Mỹ và Việt Nam Cộng hòa).

Nhân dịp này, ngày 3-11-1968, Chủ tịch Hồ Chí Minh ra lời kêu gọi: "Chúng ta đã đánh thắng cuộc chiến tranh phá hoại của đế quốc Mỹ ở miền Bắc. Song đó chỉ mới là thắng lợi bước đầu. Đế quốc Mỹ rất ngoan cố và xảo quyệt. Chúng nói "hoà bình", "thương lượng" nhưng vẫn chưa chịu từ bỏ dã tâm xâm lược của chúng... Vì vậy nhiệm vụ thiêng liêng của toàn dân ta lúc này là phải nâng cao tinh thần quyết chiến quyết thắng, quyết tâm giải phóng miền Nam, bảo vệ miền Bắc, tiến tới hoà bình thống nhất Tổ quốc".

## Đánh giá
Hãng thông tấn Reuters của Anh ngày 3-2-1968 bình luận: "Quy mô và tính chất ác liệt của các trận tấn công phối hợp ở Sài Gòn và ở các trung tâm chủ chốt khác tại Nam Việt Nam làm cho Mỹ và các nước đồng minh rất đỗi ngạc nhiên". Kế đó, ngày 5-2-1968 hãng này thống kê: "Mỹ có đến nửa triệu quân ở Nam Việt Nam, đã mất 13 năm và đã tiêu mỗi ngày 60 triệu đô la mà vẫn không bảo vệ được một tấc vuông đất nào ở miền Nam Việt Nam cả". Trong khi đó, báo Người quan sát (Anh) tỏ ra ngạc nhiên khi than rằng: "Người ta không thể tin là một tình hình như thế lại có thể xảy ra".
Báo Pháp "Thế giới" (Le Monde) ngày 1-2-1968 mỉa mai: "Người Mỹ đã từng khẳng định dân chúng Nam Việt Nam chịu đựng hơn là ủng hộ Mặt trận Dân tộc giải phóng, giờ đây liệu họ còn có thể nêu lên những lý lẽ như thế nữa không sau khi đã xảy ra một cuộc biểu dương đáng khâm phục về sức mạnh và lòng dũng cảm của Việt Cộng như vậy". Báo Chiến đấu ngày 1-2-1968 khẳng định: "Điều hiển nhiên là người Mỹ đã thua đứt về mặt chính trị trong cuộc chiến tranh này rồi. Những gì xảy ra ở Sài Gòn cũng đủ cho thấy Mặt trận Dân tộc giải phóng đã nắm được các tầng lớp dân chúng ở miền Nam Việt Nam trong mức độ lớn biết nhường nào".
Tờ Le Figaro (Pháp) ngày 2-2-1968 bình luận: "Cuộc tiến công lừng danh của Việt Cộng cho ta thấy trước hết cái tài tình của những người chỉ huy trong việc hướng dẫn cuộc chiến tranh vừa quân sự, vừa chính trị này. Về mặt đối nội, họ vừa thu được một thắng lợi lớn; họ chứng tỏ cho nhân dân Việt Nam thấy rằng, họ có thể đánh nơi nào và lúc nào cũng được hết. Họ làm cho chính phủ Sài Gòn và quân đội của chính phủ này trở thành một trò cười. Họ tăng cường sự kiểm soát của họ, và do đó, làm giảm bớt sự kiểm soát của chế độ Sài Gòn đối với dân thường, những người dân thường này thì đầy lòng kính nể và khâm phục đối với Mặt trận Dân tộc giải phóng".

## Sự kiện Tết Mậu thân trong truyền thông

### Âm nhạc
Hai bài hát "Bài Ca Viết Cho Những Xác Người," và "Hát Trên Những Xác Người" được sáng tác năm 1968, sau khi Trịnh Công Sơn từ Huế trở về Sài Gòn. Những ngày diễn ra trận đánh tại Huế, Trịnh Công Sơn có mặt tại cố đô, chính ông cũng suýt chút nữa bị cuốn vào những biến cố trong tết Mậu Thân. Theo nhà văn Phạm Xuân Đài, hai bài ca mô tả những thi thể và những hình ảnh khốc liệt của chiến sự, được nhạc sĩ ghi lại trong vai trò của một nhân chứng.
Nhạc sĩ Anh Bằng có bài "Chuyện một đêm" tả nỗi đau của người mẹ có đứa con nhỏ chết do bị trúng đạn pháo vào dịp Tết Mậu Thân. Nhạc sĩ Trầm Tử Thiêng thì có "Chuyện một chiếc cầu đã gãy" nhắc việc cầu Trường Tiền bị đánh sập trong trận chiến Mậu Thân tại Huế và bài "Những con đường trắng" nói lên cảnh tàn phá sau trận đánh 1968.
Bài hát "Dáng đứng Việt Nam" do nhạc sĩ Lê Anh Xuân sáng tác khi ông tham gia trong đội hình của mũi tấn công vào Sân bay Tân Sơn Nhất. Các chiến sĩ băng qua hàng rào thép gai đánh chiếm lô cốt địch, tràn vào sân bay phá hủy máy bay. Nhiều chiến sĩ bị thương vẫn chống trả lại kiên cường. Bài hát ca ngợi hình ảnh người chiến sĩ hiện lên thật oai hùng: "Anh ngã xuống đường băng Tân Sơn Nhất/ Nhưng Anh gượng đứng lên tì súng trên xác trực thăng/ Và Anh chết trong khi đang đứng bắn/Máu Anh phun theo lửa đạn cầu vồng... Bởi anh chết rồi nhưng lòng dũng cảm/ Vẫn đứng đàng hoàng nổ súng tiến công". Sau này, người chiến sĩ trong bài hát được xác định tên là Nguyễn Văn Sáu, cán bộ chỉ huy mũi tấn công. Anh sinh năm 1937, quê ở thôn Liên Hưng, xã Thành Hưng, huyện Thạch Thành, một huyện vùng núi của Thanh Hóa..
Bài hát "Cô gái Sài Gòn đi tải đạn" do nhạc sĩ Lư Nhất Vũ kể lại đã sáng tác sáng mùng 1 rạng mùng 2 Tết Mậu Thân (1968), sau khi ông đọc bài báo nói về các cô gái Sài Gòn tình nguyện rời gia đình, tham gia dân công hỏa tuyến, làm mọi việc, trong đó có vác đạn cho bộ đội. Ông rất cảm kích và xúc động trước sự việc này nên đã sáng tác ra bài hát với giai điệu trẻ trung, tiết tấu hơi nhanh (allégretto), diễn tả vẻ hồn nhiên, nhí nhảnh, sôi nổi của những cô gái tuổi đời còn rất trẻ, đã hăm hở xung vào đội quân tiếp đạn cho chiến trường

### Văn chương
Giải khăn sô cho Huế (1969) của Nhã Ca đoạt Giải Văn chương Quốc gia Việt Nam Cộng hòa năm 1970 tái bản ở Hoa Kỳ năm 2008) tường thuật lại những biến động với người dân Huế trong cuộc tổng công kích Tết Mậu Thân, những điều tác giả tuyên bố đã thấy tận mắt hoặc thu thập từ lời kể của những người khác. Hồi ký này được tiến sĩ sử học đại học Texas A&M, Olga Dror dịch sang tiếng Anh với tựa Mourning Headband for Hue (2014)  Tính xác thực của cuốn sách này là vấn đề gây nhiều tranh luận cho tới nay. Sau này, theo Nhà văn Hoàng Phủ Ngọc Tường và Nguyễn Đắc Xuân, Nhã Ca công nhận là cuốn sách đã hư cấu nên nhiều chuyện về các nhân vật có thật, vu oan cho rất nhiều nhân sĩ, trí thức ủng hộ quân Giải phóng khiến họ phải chịu oan nhiều tiếng xấu về sau
Bà Nguyễn Thị Thanh Sung sinh năm 1949 tại An Cựu (Huế), cựu học sinh Đồng Khánh, năm 1974 theo chồng sang Mỹ định cư. Đầu thập niên 1990, bà cho xuất bản một hồi ký mang tên "Không Biên Giới". Hồi ký có 26 tiểu truyện. Trong một số tiểu truyện (số 16, 19, 23...) tác giả viết về sự tàn bạo của quân đội Mỹ-VNCH, riêng tiểu truyện số 6 tác giả dành riêng kể chuyện trả thù của quân Việt Nam Cộng hòa sau Tết Mậu Thân 1968. Gia đình bà Sung từng suýt chết vì bị 1 trái bom Mỹ ném trúng nhà, sau khi tái chiếm Huế thì quân Việt Nam Cộng hòa cho lùng tìm những người có tên trong sổ quyên góp cho quân Giải phóng rồi xử bắn họ, cha bà Sung cũng bị bắt nhưng vì may mắn nên thoát được vụ xử bắn

### Điện tử
Màn chơi "The Defector" trong trò chơi Call of Duty: Black ops lấy bối cảnh sự kiện Tết Mậu Thân ở Huế.